# Olivet (Loiret)
Pour les articles homonymes, voir Olivet.
Olivet est une commune française située dans la banlieue sud d'Orléans, dans le département du Loiret, en région Centre-Val de Loire. La commune d'Olivet est la deuxième ville de la métropole d'Orléans.
La commune est située dans le périmètre de la région naturelle du Val de Loire inscrit au patrimoine mondial de l'UNESCO.

## Géographie

### Localisation

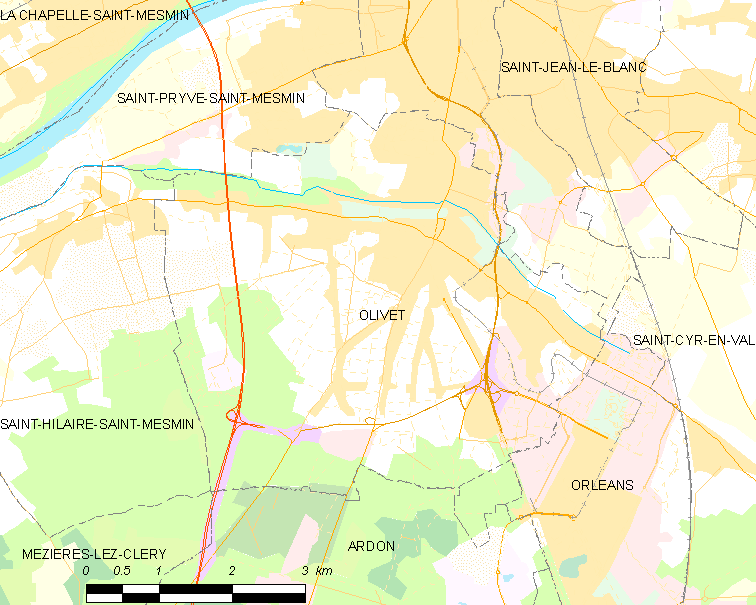
Carte de la commune d'Olivet (Loiret) et des communes limitrophes.

La commune d'Olivet se trouve dans le quadrant sud-ouest du département du Loiret, dans la région agricole du Val de Loire et l'aire urbaine d'Orléans. À vol d'oiseau, elle se situe à 4,5 km  d'Orléans, préfecture du département. La commune fait partie du bassin de vie d'Orléans.
Les communes les plus proches sont : Saint-Pryvé-Saint-Mesmin (3,1 km), Saint-Jean-le-Blanc (3,4 km), Saint-Denis-en-Val (4,5 km), Orléans (4,5 km), Saint-Hilaire-Saint-Mesmin (5,2 km), La Chapelle-Saint-Mesmin (5,3 km), Saint-Jean-de-la-Ruelle (5,4 km), Saint-Cyr-en-Val (6,2 km), Saint-Jean-de-Braye (6,7 km) et Fleury-les-Aubrais (7,4 km).

### Géologie
La région d’Orléans se situe dans le sud du Bassin parisien, vaste cuvette composée d’un empilement de couches sédimentaires d’origines essentiellement détritiques (issus de l’érosion d’anciennes chaînes de montagnes) et carbonatées (précipitation de carbonate de calcium). Ces dépôts s'étagent du Trias (- 250 millions d’années) au Pliocène (- 23 millions d’années) et se font surtout en contexte marin, mais aussi en milieu lacustre. Les successions de périodes glaciaires et interglaciaires au Quaternaire aboutissent à la configuration géomorphologique actuelle : altération plus ou moins profonde des roches en place, terrasses alluviales anciennes perchées sur les plateaux et incision de la vallée actuelle de la Loire,.
Le territoire communal peut être décomposé en deux parties : le plateau solognot, au sud du Loiret, et la plaine alluviale de la Loire au nord. Les calcaires de Beauce, qui constituent le socle du territoire communal, se forment à l'Aquitanien (de - 23 à - 20,5 millions d’années). Leur partie supérieure, les calcaires de Pithiviers (m1CPi) et les marnes et calcaires de l'Orléanais (m2MCO), affleure sur les flancs du plateau solognot, en rive gauche du Loiret. Cette formation est constituée d’un calcaire beige, crème, carié, vacuolaire, dur ou marneux. Le reste du plateau est constitué d'alluvions de haute terrasse de la Loire (Fw), datant du Pléistocène (Riss). Le nord du territoire communal, en rive droite du Loiret appartient à la plaine alluviale de la Loiret et est composé d'alluvions récentes (Fy et (Fz), datant de l'Holocène.
Fragmentés et fissurés, les calcaires peuvent être le siège de phénomènes karstiques. Les circulations préférentielles d’eaux souterraines érodent ces calcaires en profondeur et entraînent la formation de dépressions, gouffre ou dolines. Les manifestations en surface de ces fragilités ne sont pas rares dans la région orléanaise. 14 cavités ont été inventoriées par le service régional Centre du BRGM sur la commune, en octobre 2003.
Le territoire communal est relativement plat puisque la dénivelée maximale est de 20 mètres. L'altitude du territoire varie en effet de 89 mètres à 109 mètres,.

Carte géologique de la commune d'Olivet.
Fz : Alluvions récentes des lits mineurs (Holocène)
Fy : Alluvions récentes des levées et montilles de la Loire (Holocène)
Fw : Alluvions de haute terrasse de la Loire (Pléistocène (Riss))
m2MCO : Marnes et calcaires de l'Orléanais (Burdigalien)
m1CPi : Calcaires de Pithiviers (Aquitanien)

### Climat
Pour des articles plus généraux, voir Climat du Centre-Val de Loire et Climat du Loiret.
En 2010, le climat de la commune est de type climat océanique dégradé des plaines du Centre et du Nord, selon une étude du CNRS s'appuyant sur une série de données couvrant la période 1971-2000. En 2020, Météo-France publie une typologie des climats de la France métropolitaine dans laquelle la commune est exposée à un climat océanique altéré et est dans la région climatique Moyenne vallée de la Loire, caractérisée par une bonne insolation (1 850 h/an) et un été peu pluvieux.
Pour la période 1971-2000, la température annuelle moyenne est de 11,1 °C, avec une amplitude thermique annuelle de 15,5 °C. Le cumul annuel moyen de précipitations est de 690 mm, avec 10,7 jours de précipitations en janvier et 7,1 jours en juillet. Pour la période 1991-2020, la température moyenne annuelle observée sur la station météorologique de Météo-France la plus proche, sur la commune de Fleury-les-Aubrais à 8 km à vol d'oiseau, est de 11,7 °C et le cumul annuel moyen de précipitations est de 728,8 mm,. Pour l'avenir, les paramètres climatiques de la commune estimés pour 2050 selon différents scénarios d'émission de gaz à effet de serre sont consultables sur un site dédié publié par Météo-France en novembre 2022.
| Mois                                  | jan.           | fév.             | mars           | avril         | mai           | juin         | jui.           | août          | sep.           | oct.            | nov.           | déc.             | année     |
| ------------------------------------- | -------------- | ---------------- | -------------- | ------------- | ------------- | ------------ | -------------- | ------------- | -------------- | --------------- | -------------- | ---------------- | --------- |
| Température minimale moyenne (°C)     | 1,4            | 0,9              | 3              | 5             | 8,7           | 11,9         | 13,8           | 13,5          | 10,2           | 7,8             | 4,2            | 1,9              | 6,9       |
| Température moyenne (°C)              | 4,3            | 4,8              | 7,9            | 10,6          | 14,3          | 17,7         | 19,9           | 19,8          | 16,1           | 12,3            | 7,6            | 4,8              | 11,7      |
| Température maximale moyenne (°C)     | 7,3            | 8,7              | 12,9           | 16,3          | 19,9          | 23,5         | 26             | 26,1          | 21,9           | 16,7            | 11             | 7,7              | 16,5      |
| Record de froid (°C) date du record   | −19 17.01.1985 | −13,8 07.02.1991 | −13,1 01.03.05 | −4,5 11.04.03 | −1 05.05.1979 | 0 05.06.1991 | 3,1 16.07.1984 | 4 26.08.1993  | 0,5 30.09.1988 | −4,6 21.10.10   | −11 23.11.1993 | −12,8 30.12.1985 | −19 1985  |
| Record de chaleur (°C) date du record | 17 30.01.02    | 22,2 27.02.19    | 24,5 16.03.12  | 29,7 30.04.05 | 32 27.05.05   | 38 29.06.19  | 41,5 25.07.19  | 40,4 10.08.03 | 35 15.09.1982  | 33,1 01.10.1985 | 24 01.11.14    | 19,4 16.12.1989  | 41,5 2019 |
| Précipitations (mm)                   | 59,4           | 55,3             | 51,5           | 52            | 74,6          | 52,9         | 58,1           | 58,4          | 56,3           | 66,8            | 68,6           | 74,9             | 728,8     |

### Paysages
La commune s’étend sur 2 339 hectares dans l’aire urbaine et l’unité urbaine d’Orléans. Elle mesure 6,5 kilomètres d’est en ouest et 5,5 kilomètres du nord au sud. Le site d’Olivet doit son originalité à la rivière du Loiret, longue de 13 kilomètres, qui est en fait une résurgence de la Loire. La rivière prend successivement des allures de forêt-galerie, de lac, puis de cours sauvage avant de se jeter dans la Loire à la Pointe de Courpin sur la commune de Saint-Pryvé-Saint-Mesmin.
Certains sentiers de promenade au bord du Loiret permettent de découvrir une espèce rare d’arbre, les taxodiums ou cyprès chauves de Louisiane.
Une grande partie du territoire d’Olivet est classée en zone inondable, même si la dernière crue ayant touché la ville date du XIXe siècle.

Paysages du bord du Loiret.
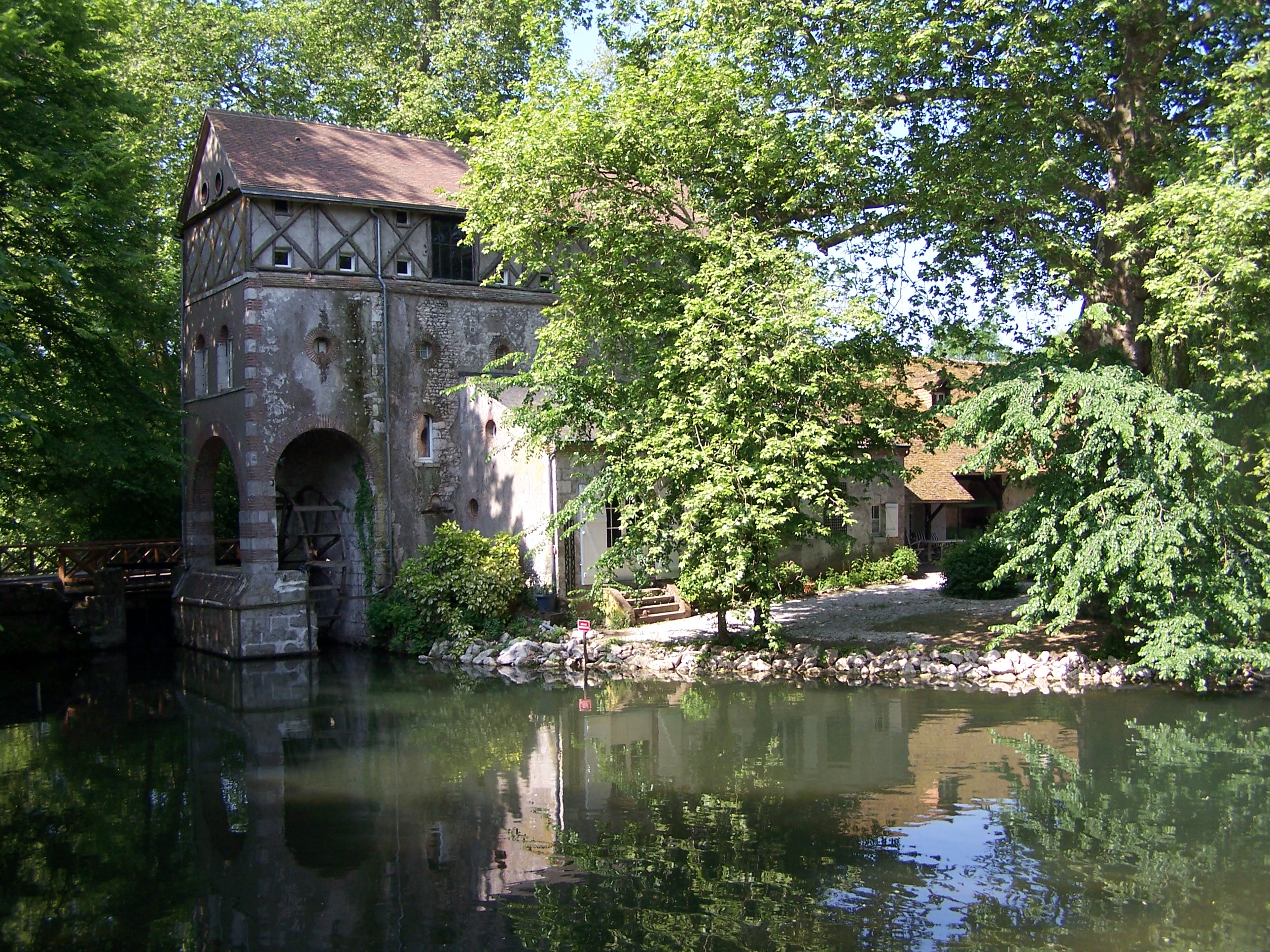
Le moulin des Béchets.
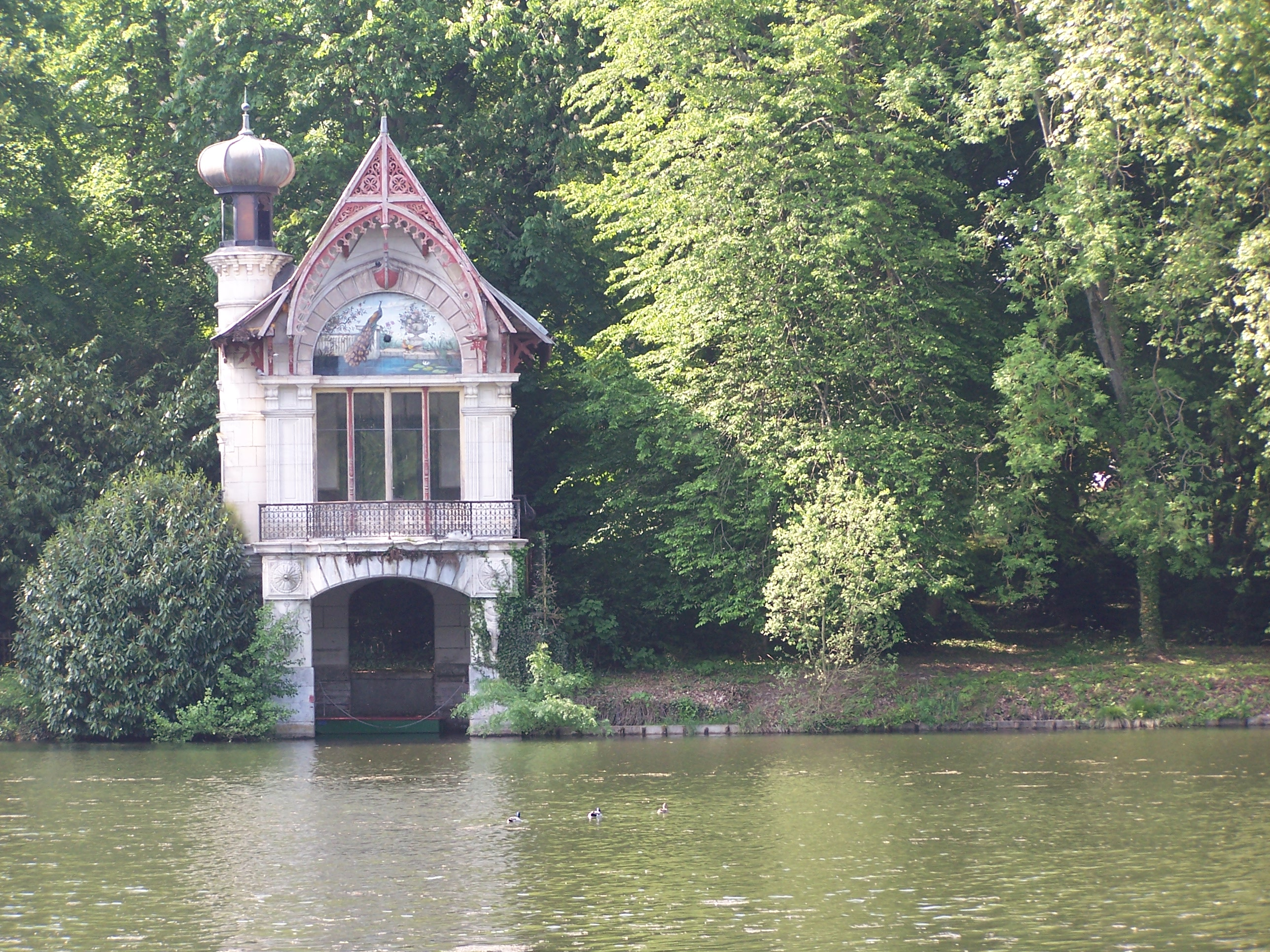
Garage à bateaux.
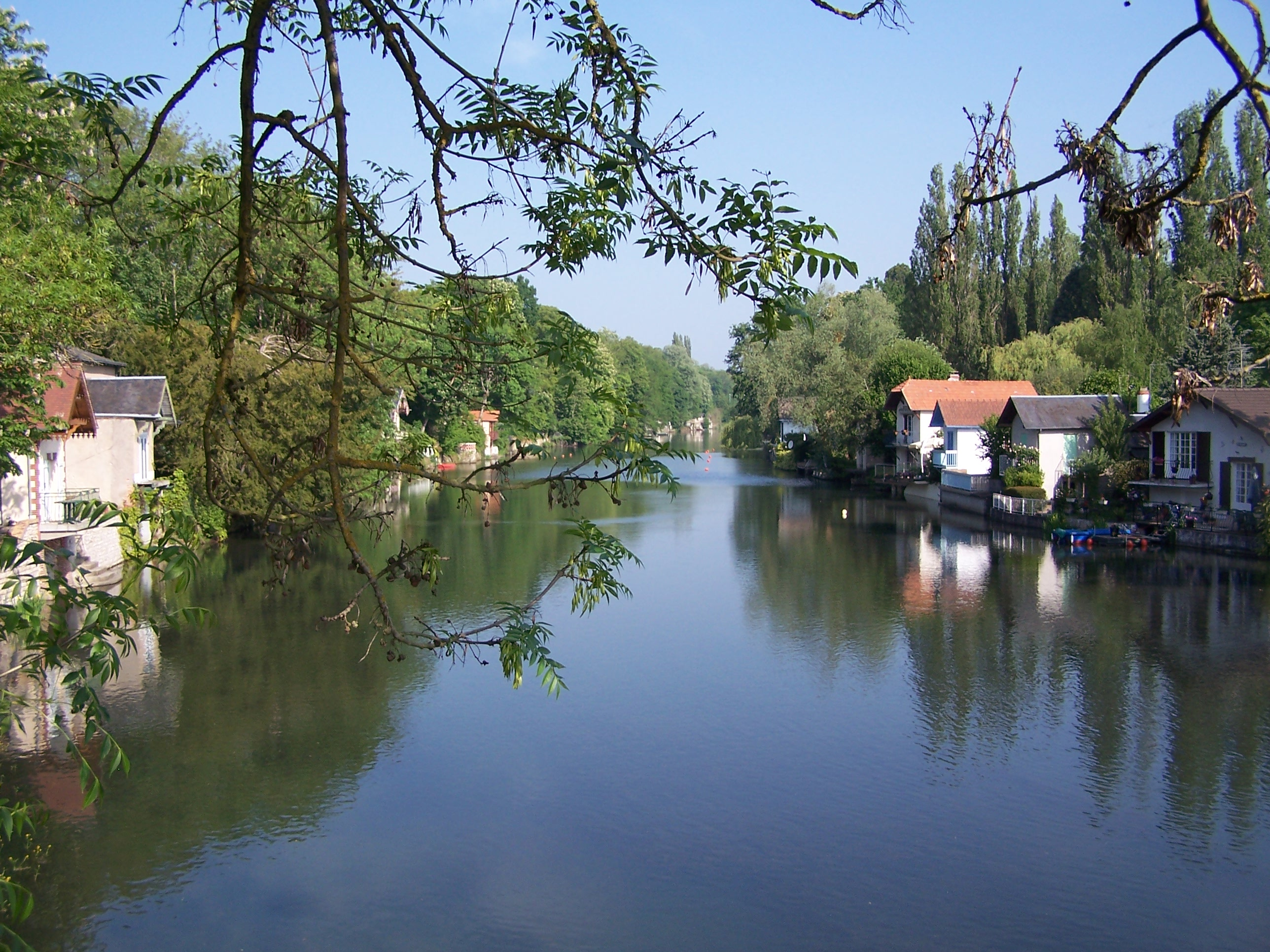
Les bords du Loiret à Olivet.

### Milieux naturels et biodiversité
L’inventaire des zones naturelles d'intérêt écologique, faunistique et floristique (ZNIEFF) a pour objectif de réaliser une couverture des zones les plus intéressantes sur le plan écologique, essentiellement dans la perspective d’améliorer la connaissance du patrimoine naturel national et de fournir aux différents décideurs un outil d’aide à la prise en compte de l’environnement dans l’aménagement du territoire. Le territoire communal d'Olivet comprend une ZNIEFF.
Les « Landes du bas des vallées » constituent une ZNIEFF de type 1 de 54,45 hectares. La zone s'étend sur trois communes : Mézières-lez-Cléry, Olivet et Saint-Hilaire-Saint-Mesmin. Elle se situe au Sud de la commune de Saint-Hilaire-Saint-Mesmin et jouxte le chemin dit des Marnières qui joint Mézières-lez-Cléry au Bois de Noras. Son altitude est de 100 m. La zone se situe ici au fond d'une vallée sèche qui a mis à nu des calcaires marneux (la partie supérieure des calcaires de Beauce), mais dont les flancs sont tapissés de colluvions argilo-siliceuses. Cette configuration est unique en Sologne et elle a été signalée dès le XVIIIe siècle sous la dénomination de "Vallée aux Moines". Le flanc nord du vallon était alors en partie planté de vignes. Le fond a fait l'objet d'extraction de marne jusqu'aux années 1930. Les landes abritent une station étendue d'Halimium umbellatum, espèce protégée en région Centre.

## Urbanisme

### Typologie
Au 1er janvier 2024, Olivet est catégorisée grand centre urbain, selon la nouvelle grille communale de densité à sept niveaux définie par l'Insee en 2022.
Elle appartient à l'unité urbaine d'Orléans, une agglomération intra-départementale regroupant 19  communes, dont elle est une commune de la banlieue,,. Par ailleurs la commune fait partie de l'aire d'attraction d'Orléans, dont elle est une commune du pôle principal,. Cette aire, qui regroupe 136 communes, est catégorisée dans les aires de 200 000 à moins de 700 000 habitants,.

### Occupation des sols
L'occupation des sols de la commune, telle qu'elle ressort de la base de données européenne d’occupation biophysique des sols Corine Land Cover (CLC), est marquée par l'importance des territoires artificialisés (50 % en 2018), en augmentation par rapport à 1990 (41,6 %). La répartition détaillée en 2018 est la suivante : 
zones urbanisées (34,2 %), zones agricoles hétérogènes (26,2 %), forêts (19,6 %), zones industrielles ou commerciales et réseaux de communication (11,7 %), espaces verts artificialisés, non agricoles (4,1 %), cultures permanentes (2,4 %), terres arables (1,8 %).
L'évolution de l’occupation des sols de la commune et de ses infrastructures peut être observée sur les différentes représentations cartographiques du territoire : la carte de Cassini (XVIIIe siècle), la carte d'état-major (1820-1866) et les cartes ou photos aériennes de l'IGN pour la période actuelle (1950 à aujourd'hui).

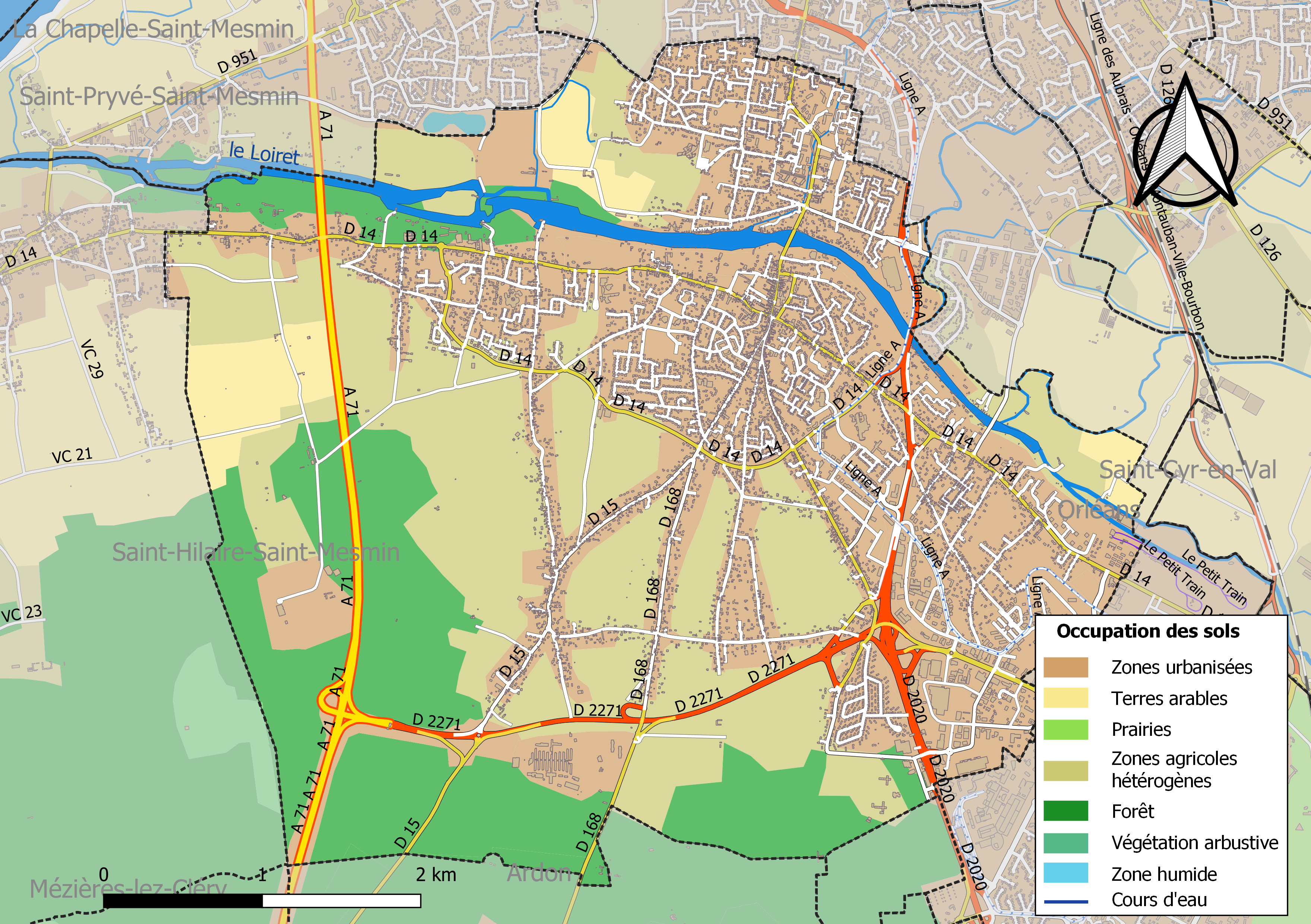
Carte des infrastructures et de l'occupation des sols de la commune en 2018 (CLC).
Carte orthophotographique de la commune en 2016.

- Noras
- L’Hôtel-Dieu
- Saint-Martin-lez-Orléans

### Habitat et logement
En 2019, le nombre total de logements dans la commune était de 11 770, alors qu'il était de 10 648 en 2014 et de 9 894 en 2009.
Parmi ces logements, 93,2 % étaient des résidences principales, 1,7 % des résidences secondaires et 5,2 % des logements vacants. Ces logements étaient pour 53,6 % d'entre eux des maisons individuelles et pour 44,8 % des appartements.
Le tableau ci-dessous présente la typologie des logements à Olivet en 2019 en comparaison avec celle du Loiret et de la France entière. Une caractéristique marquante du parc de logements est ainsi une proportion de résidences secondaires et logements occasionnels (1,7 %) inférieure à celle du département (4,7 %) mais supérieure à celle de la France entière (9,7 %). Concernant le statut d'occupation de ces logements, 55,1 % des habitants de la commune sont propriétaires de leur logement (57,6 % en 2014), contre 61,9 % pour le Loiret et 57,5 pour la France entière.
| Typologie                                               | Olivet | Loiret | France entière |
| ------------------------------------------------------- | ------ | ------ | -------------- |
| Résidences principales (en %)                           | 93,2   | 86,1   | 82,1           |
| Résidences secondaires et logements occasionnels (en %) | 1,7    | 4,7    | 9,7            |
| Logements vacants (en %)                                | 5,2    | 9,2    | 8,2            |

La commune ne respecte pas ses obligations posées par la Loi SRU de 2000 de disposer d'au moins 20 % de son parc de résidences principales constitué de logements sociaux : en 2017, Olivet est la seule commune de la région Centre-Val de Loire mise à l'amende, pour un montant de 280 000 € en 2018 en raison de l'insuffisance de son parc de logements sociaux, alors qu'elle n'en compte que 13 %,.

### Voies de communication et transports

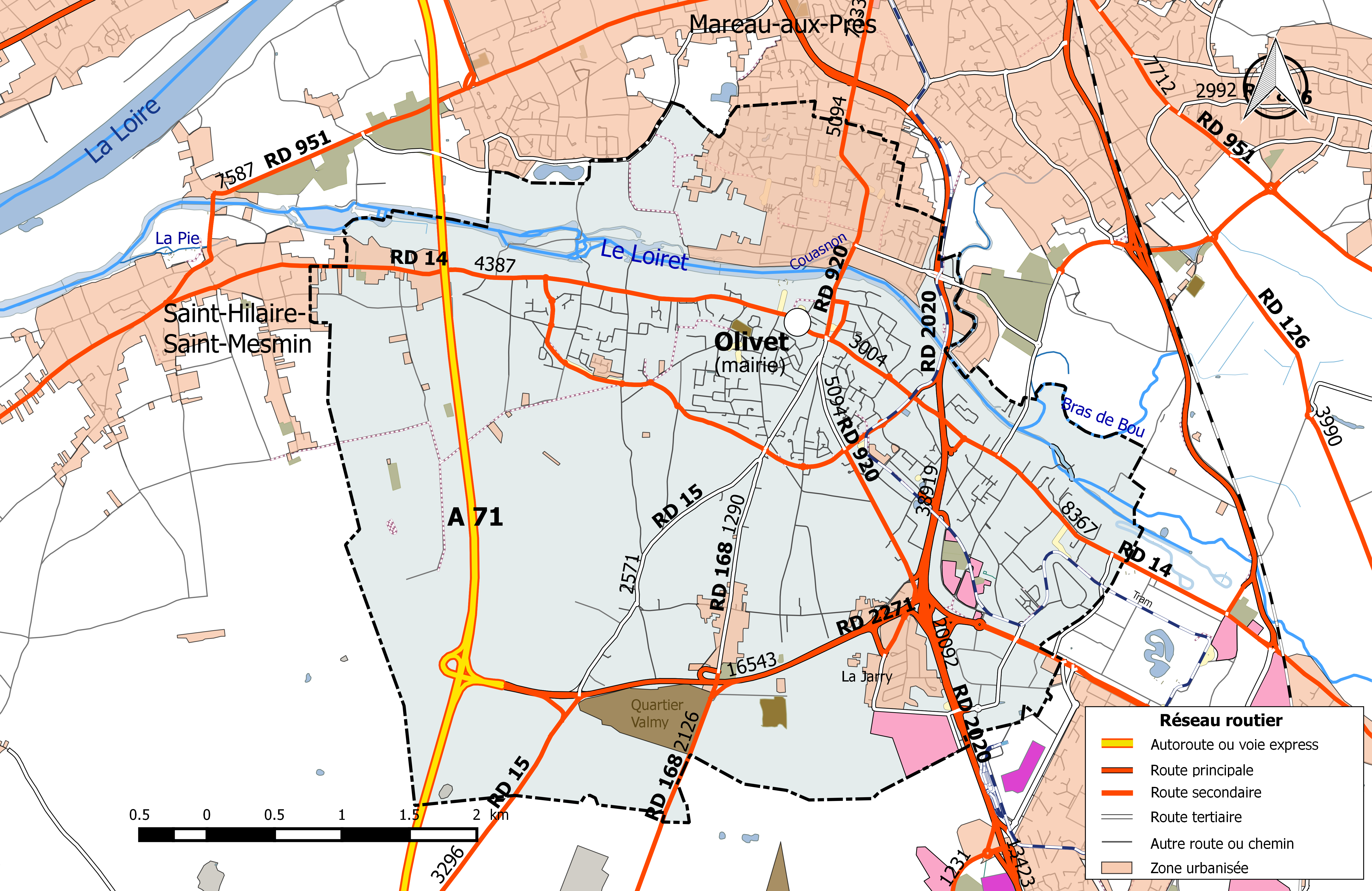
Réseau routier principal de la commune d'Olivet (avec indication du trafic routier 2014).

#### Voies de communication
Olivet est traversée par des axes majeurs tant à l’échelle départementale que de l’agglomération : l'autoroute A71 (sortie 2) et les routes départementales RD 2020 (20 092 véhicules/jour en 2014) et RD 2271 (16 543 véhicules/jour en 2014). Les axes secondaires sont les RD 14, 15, 168, 920. Le boulevard Victor Hugo permet désormais de délester la RD14.
Ces différents axes constituent d’importantes coupures dans le tissu urbain et des sources de nuisances.

#### Transports en commun
La ville appartient à Orléans Métropole et, de ce fait, bénéficie d'une desserte par les Transports de l'agglomération orléanaise (TAO) :
- La ville est desservie par la ligne A du tramway d'Orléans grâce à cinq stations : Zénith, Victor Hugo, Larry Saint-Fiacre, Les Aulnaies et Lorette. Celles-ci sont équipées d'un Parking-Relais (P+R), excepté les stations Lorette et Larry Saint-Fiacre.
- La ville dispose de quatre lignes de bus (1, 13, 22 et 23) et de deux lignes scolaires (58 et 59).
- Il y a aussi le transport à la demande (resa’ouest).

La ville est également desservie par le réseau de transport interurbain Ulys du conseil départemental du Loiret.

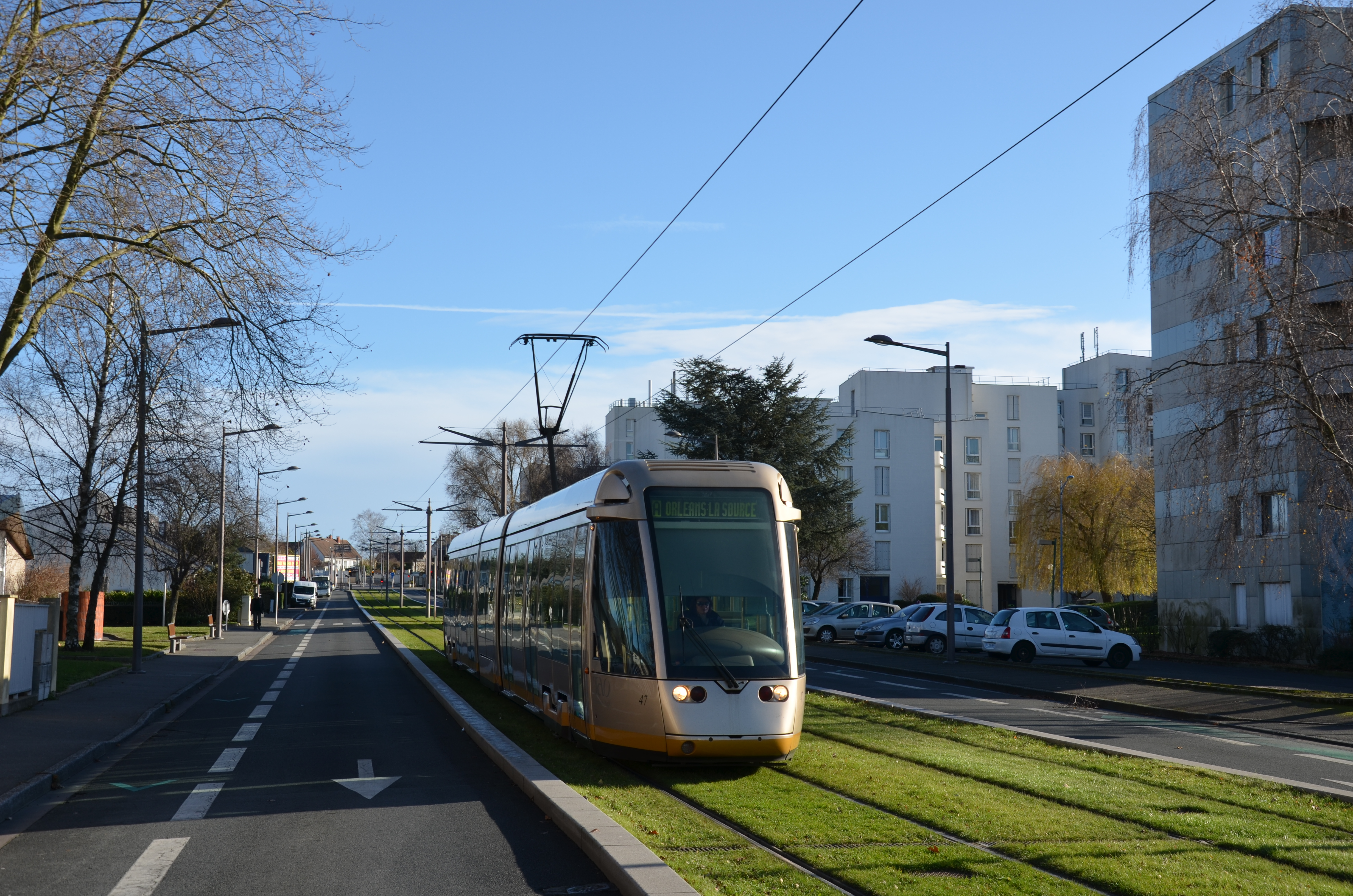
La commune est desservie par la ligne A du tramway.

### Risques naturels et technologiques majeurs
La commune d'Olivet est vulnérable à différents aléas naturels : inondations (par débordement de la Loire ou de ruisseaux), climatiques (hiver exceptionnel ou canicule), mouvements de terrains ou sismique. Elle est également exposée à un risque technologique : le transport de matières dangereuses.
Entre 1985 et 2021, dix-huit arrêtés ministériels ayant porté reconnaissance de catastrophe naturelle ont été pris pour le territoire de la commune d'Olivet, dont cinq pour des inondations et coulées de boue et treize pour des mouvements de terrains.

#### Risque d'inondation

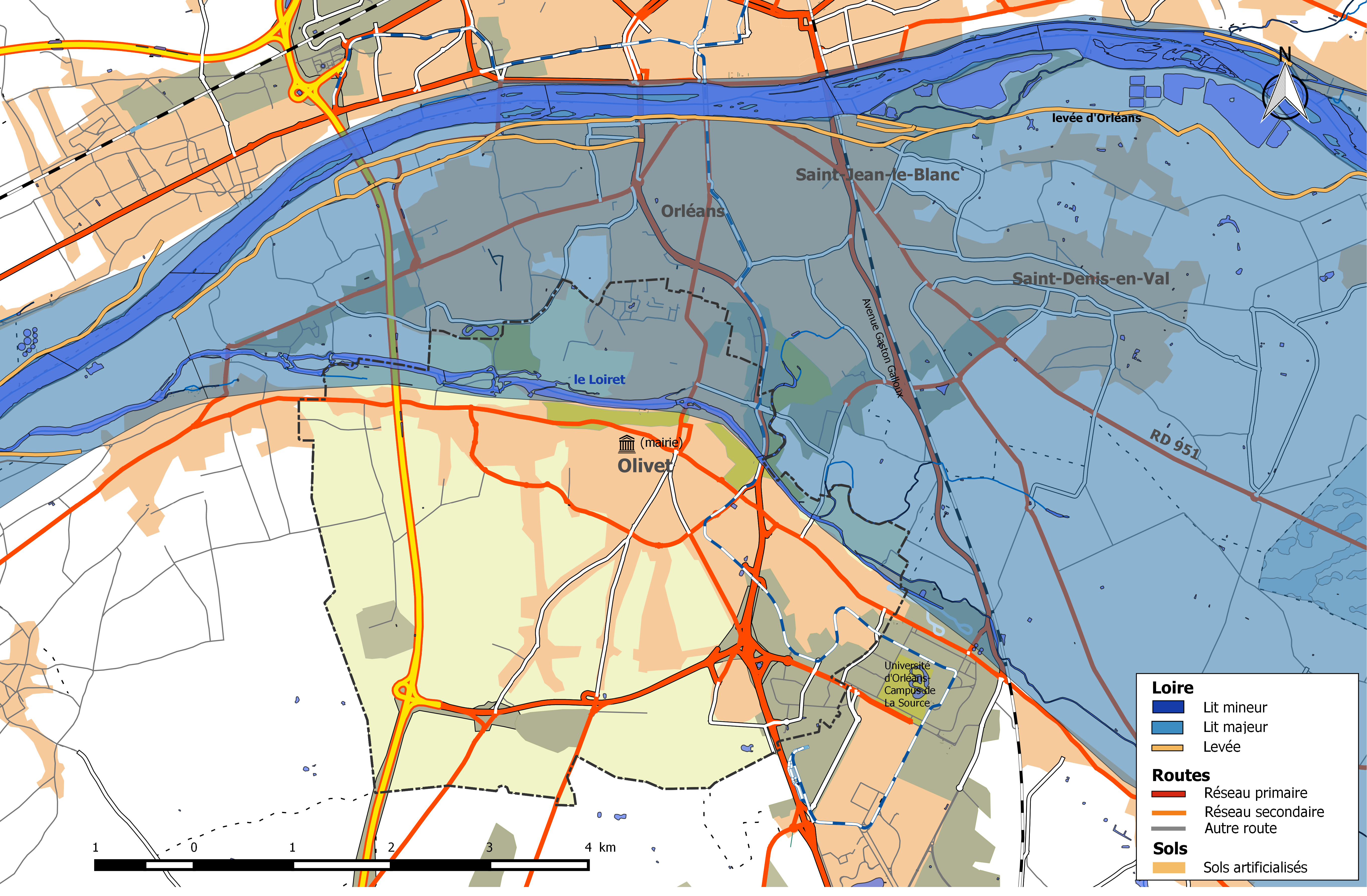
Zone inondable de la commune d'Olivet.

La Loire est à l'origine des dégâts les plus importants sur la commune en cas de crue majeure. Les crues historiques sont celles de 1846, 1856, 1866 et 1907. Aucune crue n'a atteint depuis 1907 les hauteurs atteintes lors de ces événements catastrophiques.
La zone inondable de la commune d'Olivet couvre une surface de 424 hectares, soit 18 % du territoire communal. Cette zone se répartit en 81 ha en espaces agricoles, 57 ha en eau, 92 ha en espaces naturels, 5 ha en serres et 189 ha en surfaces urbanisées. 5 829 personnes résident dans cette zone.
Elle fait partie du val d'Orléans qui s’étend sur 33 km de longueur, du hameau de Bouteille à l’amont au confluent du Loiret à l’aval, et couvre une partie du territoire de la commune. Ce val est protégé par une levée en terre, la levée d'Orléans, de 45 km de longueur, interrompue à 3,5 km environ en amont du confluent du Loiret. Il est inondé par le remous de la Loire dans la confluence du Loiret dès les premières crues simulées. Cette levée a été renforcée sur toute sa longueur. Le niveau de protection historique est celui visé par la construction du déversoir de Jargeau, aménagé à la fin du XIXe siècle à l'emplacement des brèches qui s'étaient produites en 1846, 1856 et 1866 et conçu initialement pour fonctionner au-delà de la cote de Loire à l'échelle d'Orléans proche de 6 m (crue de 1825, n'ayant pas occasionné de brèches). Les lignes d’eau en crue ont toutefois beaucoup changé depuis du fait de l’évolution morphologique du lit de la Loire, conséquence des ouvrages de navigation qui ont été réalisés au XIXe siècle  et de l’extraction massive de matériaux en deuxième partie du XXe siècle. Le déversoir ne remplit donc plus sa fonction de protéger la levée d’Orléans des surverses et il ne permet plus de définir l’objectif de protection du système d’endiguement.
L'analyse menée dans le cadre de l'étude de danger des digues, montre qu'aujourd'hui, le niveau de protection apparent de la levée est associé à une crue de période de retour d'environ 200 ans, soit une hauteur d'eau à l'échelle d'Orléans estimée à 5,75 m. Les zones de surverses probables mises en évidence se situent de l'amont vers l'aval, à Guilly, Tigy et Saint-Denis-en-Val (lieu-dit de Château Lumina). Par ailleurs, ces études montrent aussi que des défaillances avant dépassement des ouvrages sont probables, en particulier à Guilly, Tigy et Saint-Pryvé-Saint-Mesmin. Pour le secteur de Guilly, la probabilité de rupture n'est plus négligeable dès la crue de période de retour de 70 ans, soit une cote d'environ 4,60 m à l'échelle d'Orléans. Cette cote définit le niveau de sûreté actuel de la digue d'Orléans et correspond au seuil de déclenchement du plan d'évacuation massive de l'agglomération d'Orléans en cas de crue.
Le risque d'inondation est pris en compte dans l'aménagement du territoire de la commune par le biais du Plan de prévention du risque inondation (PPRI) du val d'Orléans - val amont, approuvé le 20 janvier 2015. Deux documents permettent de définir les modalités de gestion de crise et d'organisation des secours : au niveau départemental, le Dispositif ORSEC départemental spécialisé déclenché en cas d'inondation de la Loire, le plan ORSIL, et au niveau communal le plan communal de sauvegarde.

#### Risque de mouvements de terrain
Le territoire de la commune peut être concerné par un risque d'effondrement de cavités souterraines non connues. Une cartographie départementale de l'inventaire des cavités souterraines et des désordres de surface a été réalisée. Il a été recensé sur la commune plusieurs effondrements de cavités. Par ailleurs le sol du territoire communal peut faire l'objet de mouvements de terrain liés à la sécheresse. Le phénomène de retrait-gonflement des argiles est la conséquence d'un changement d'humidité des sols argileux. Les argiles sont capables de fixer l'eau disponible mais aussi de la perdre en se rétractant en cas de sécheresse. Ce phénomène peut provoquer des dégâts très importants sur les constructions (fissures, déformations des ouvertures) pouvant rendre inhabitables certains locaux. Il a particulièrement affecté le Loiret après la canicule de l'été 2003. La plus grande partie du territoire de la commune est soumise à un aléa « faible » face à ce risque, selon l'échelle définie par le Bureau de recherches géologiques et minières (BRGM). Une bande est en aléa « moyen » le long du Loiret.

#### Transport de matières dangereuses
Le risque de transport de matières dangereuses peut survenir en cas d'accident impliquant une unité mobile (ex. camion) ou une canalisation transportant des matières dangereuses (toxique, inflammable...). Une matière dangereuse est une substance susceptible de présenter un danger et des conséquences graves pour l'homme et son environnement. À Olivet, les facteurs de risque sont le transport routier empruntant l'autoroute A71 et les RD 2020 et 2060.

## Toponymie
En 1147, le roi Louis VII part pour la deuxième croisade. En Terre Sainte, le roi apprécie l’hospitalité que les religieux de l’abbaye du Mont-Sion de Jérusalem lui accordent ainsi qu’à ses compagnons de croisade. En récompense, il fait don à cette abbaye de l’église de Saint-Samson d’Orléans et de tous ses biens. Jusque là simple collégiale, cette église devient conventuelle et est occupée par des frères du Mont Sion, qui disposent des prébendes des chanoines séculiers à leur décès. Ce prieuré avait des propriétés sur les bords du Loiret, dont une maison et un moulin dans la paroisse de Saint-Martin-sur-Loiret. Lorsque les chanoines du Mont Sion s’installent au prieuré de Saint-Samson, ils importent sans doute ce nom d’Olivet, en souvenir du mont des Oliviers de Jérusalem (dans les chansons de geste médiévales, le mont des Oliviers est en effet appelé Mont-Olivet ou Olivet tout court), qui apparaît dans les documents authentiques en 1238,.
Jusqu’à l’arrivée des moines, le hameau s’appelait Saint-Martin sur Loiret. Il est encore cité sous ce nom dans un manuscrit de 1178. Le toponyme Olivet apparaît ensuite explicitement : Apud Olivetum en 1274, 
De Oliveto en 1291-1292, 
Olivet en juillet 1376, 
Olivet lez Orléans en juin 1385, 
Olivet en mars 1388, 
Jehan Beaulieu, vigneron et laboureur à Olivet en février 1456, 
Olivet en avril 1484. Du XVIe au XIXe s., on parle de Saint-Martin d’Olivet ou parfois, de Saint-Martin sur Loire.
Pour l'anecdote, trois autres théories ont été émises autrefois pour expliquer l’origine du toponyme. La première prétendait que la ville tenait son nom de l’œillette ou olivette, variété de pavot somnifère dont les graines fournissent une huile utilisée en peinture, que l'on aurait cultivée de façon intensive dans la région.
La seconde faisait dériver le nom du mot latin olivetum (= lieu planté d’oliviers). Elle s’appuyait sur l’histoire de saint Aignan parti d'Orléans vers le Sud pour chercher de l’aide afin de lutter contre les hordes d’Attila ; le saint aurait ramené un rameau d’olivier du Midi.
La troisième était en fait une légende locale qui raconte qu'un pèlerin de Terre Sainte passa par ici et qu'il planta un rameau d’olivier près de l’église. Un miracle se produisit : le rameau prit racine et donna un arbre vigoureux ; les habitants auraient alors décidé de changer le nom de leur localité.

## Histoire

### Moyen Âge
Les plus anciens vestiges découverts remontent à l'époque des Mérovingiens. Les premiers moulins à eau furent construits vers le Xe siècle par les moines de l'abbaye Saint-Mesmin de Micy.

### Époque moderne
Au début du XVIIe siècle, est construit le château du Poutyl qui est occupé par le maréchal de camp d'Henri IV, ce dernier rendant à cette demeure plusieurs visites. Il aurait été ainsi le lieu discret de rencontres entre le roi et l'une de ses maîtresses, Henriette d'Entraigues. Plus tard, Louis XIII accompagnant Marie de Médicis rend visite à la demeure en 1614.

### Révolution française et Empire
Le décret de l'Assemblée Nationale du 12 novembre 1789 décrète « il y aura une municipalité dans chaque ville, bourg, paroisse ou communauté de campagne ». En 1790, le Loiret compte alors 367 municipalités dont Olivet qui appartient au district d'Orléans. Le terme « commune » remplace celui de « municipalité » en 1793.
Enfin, sous le Consulat, le nombre de cantons dans le Loiret est ramené de 58 à 31,. Olivet est alors rattaché au canton de Nogen-sur-Vernisson et à l'arrondissement d'Orléans par arrêté du 9 vendémiaire an X (1er octobre 1801),,. En 1806, la commune est rattachée au canton d'Orléans-Sud, canton regroupant une partie d'Orléans (faubourg Saint-Marceau) et les communes du canton d'Olivet qui est alors supprimé. Cette organisation reste inchangée jusqu'en 1973 lorsque la commune est rattachée au canton d'Olivet.

### Époque contemporaine

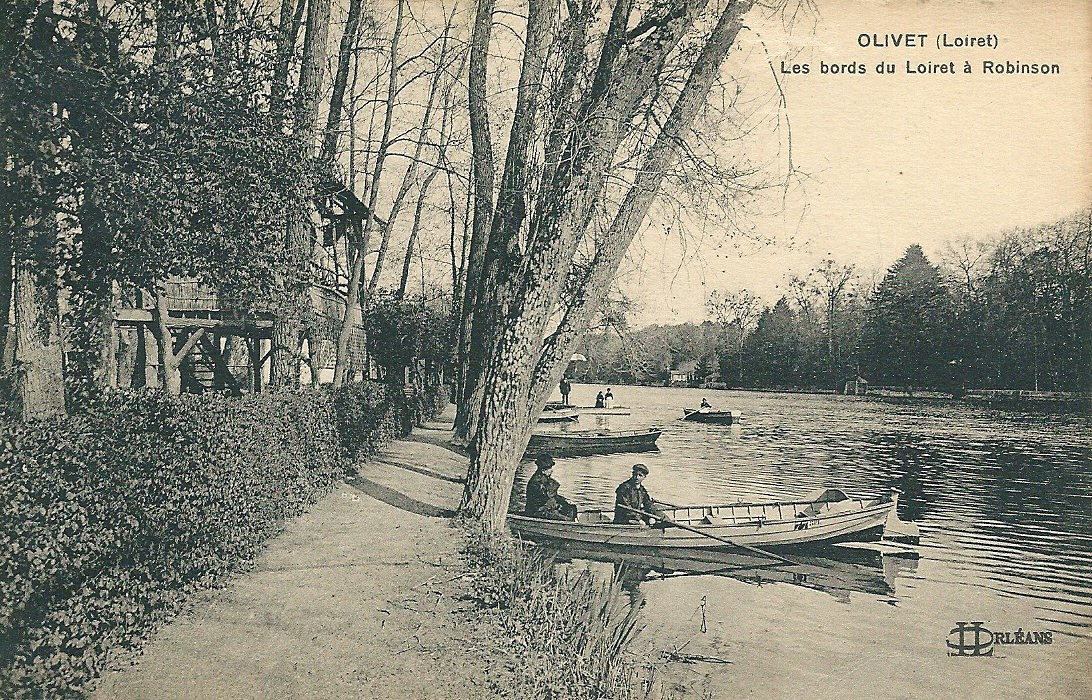
Guinguettes sur le chemin de la guinguette Robinson, avant 1922.

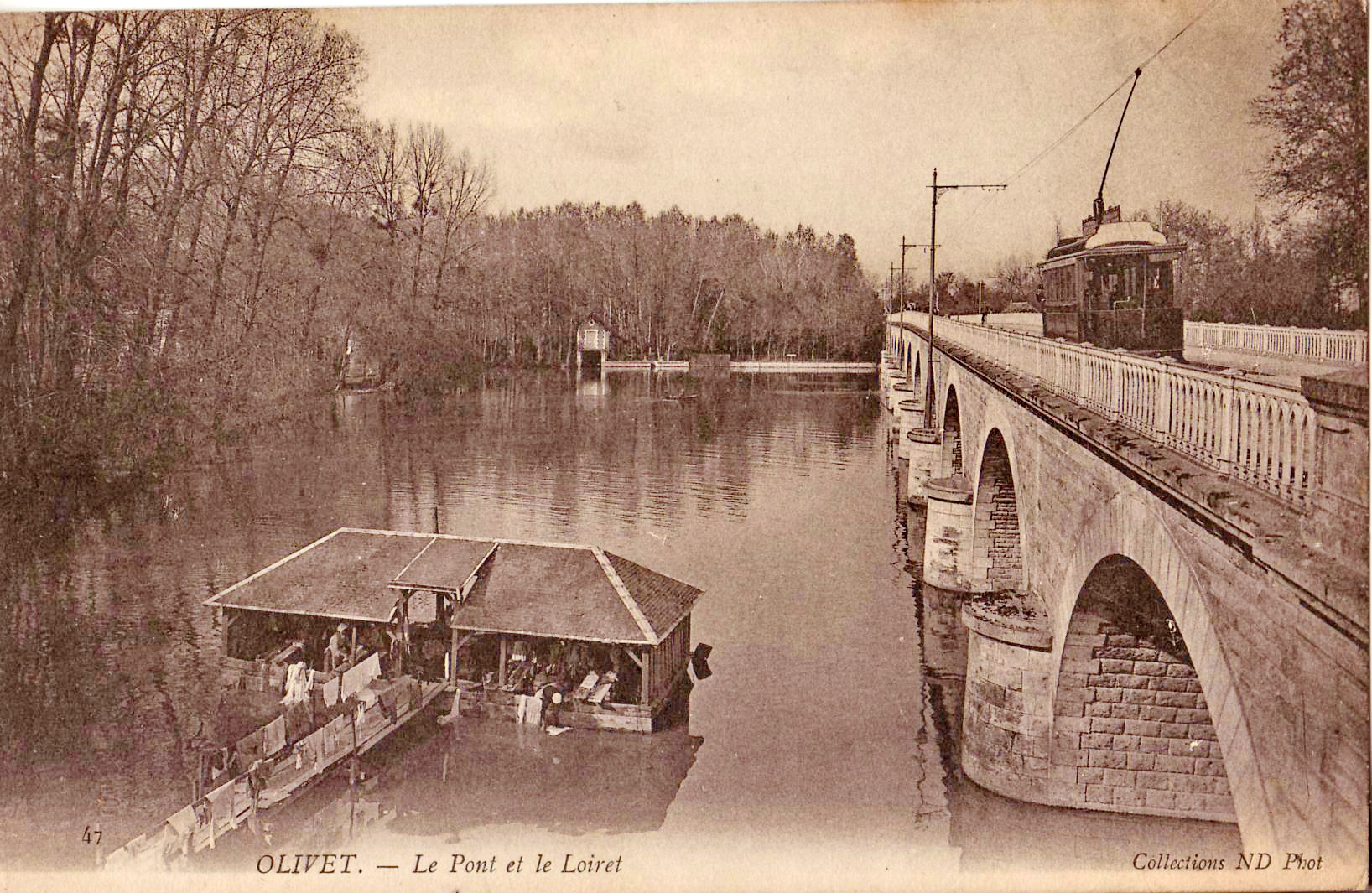
Avant d'être desservi par la ligne A du tramway d'Orléans, le bourg le fut, entre 1899 et 1938, par la ligne 1 de l'ancien tramway d'Orléans.
On voit également le lavoir édifié dans le cours de la rivière.

Aux XVIIIe et XIXe siècles les bords du Loiret se transforment, devenant un lieu de villégiature privilégié. Les moulins sont petit à petit transformés en habitations. Des guinguettes s'installent sur ses rives.
L'armée américaine dispose à Olivet d'une base de l'OTAN, construite après la Seconde Guerre mondiale. Après le départ des troupes américaines en 1967 la base est utilisée par l'armée française, actuels quartiers Valmy et Maison Fort. Elle abrite aujourd'hui le 12e régiment de cuirassiers de la 2e brigade blindée.

## Politique et administration

### Rattachements administratifs et électoraux

#### Rattachements administratifs
La commune se trouve dans l'arrondissement d'Orléans du département du Loiret. Sur le plan électoral, elle dépend du  canton d'Olivet pour l'élection des conseillers départementaux, depuis le redécoupage cantonal de 2014 entré en vigueur en 2015.
Elle faisait partie de 1806 à 1973 du canton d'Orléans-Sud, année où elle devient le chef-lieu du canton d'Olivet. Dans le cadre du redécoupage cantonal de 2014 en France, cette circonscription administrative territoriale a disparu, et le canton n'est plus qu'une circonscription électorale.

#### Rattachements électoraux
Pour les élections départementales, la commune est depuis 2014 le bureau centralisateur d'un nouveau  canton d'Olivet
Pour l'élection des députés, elle fait partie de la première circonscription du Loiret.

### Intercommunalité
Olivet est membre de la Métropole (intercommunalité française) dénommée  Orléans Métropole, un établissement public de coopération intercommunale (EPCI) à fiscalité propre créé en 2017 par la transformation d'une communauté d'agglomération et auquel la commune a transféré un certain nombre de ses compétences, dans les conditions déterminées par le code général des collectivités territoriales.
Orléans Métropole est membre d'autres groupements intercommunaux. En 2020, il s'agit du Syndicat mixte aménagement desserte aérienne de l'Ouest du Loiret (SMAEDAOL), du Syndicat mixte des bassins versants de la Bionne et du Cens et du Syndicat mixte d'améngament hydraulique (SMAH) du bassin de la Retrêve et de son affluent le ruisseau du Renard.

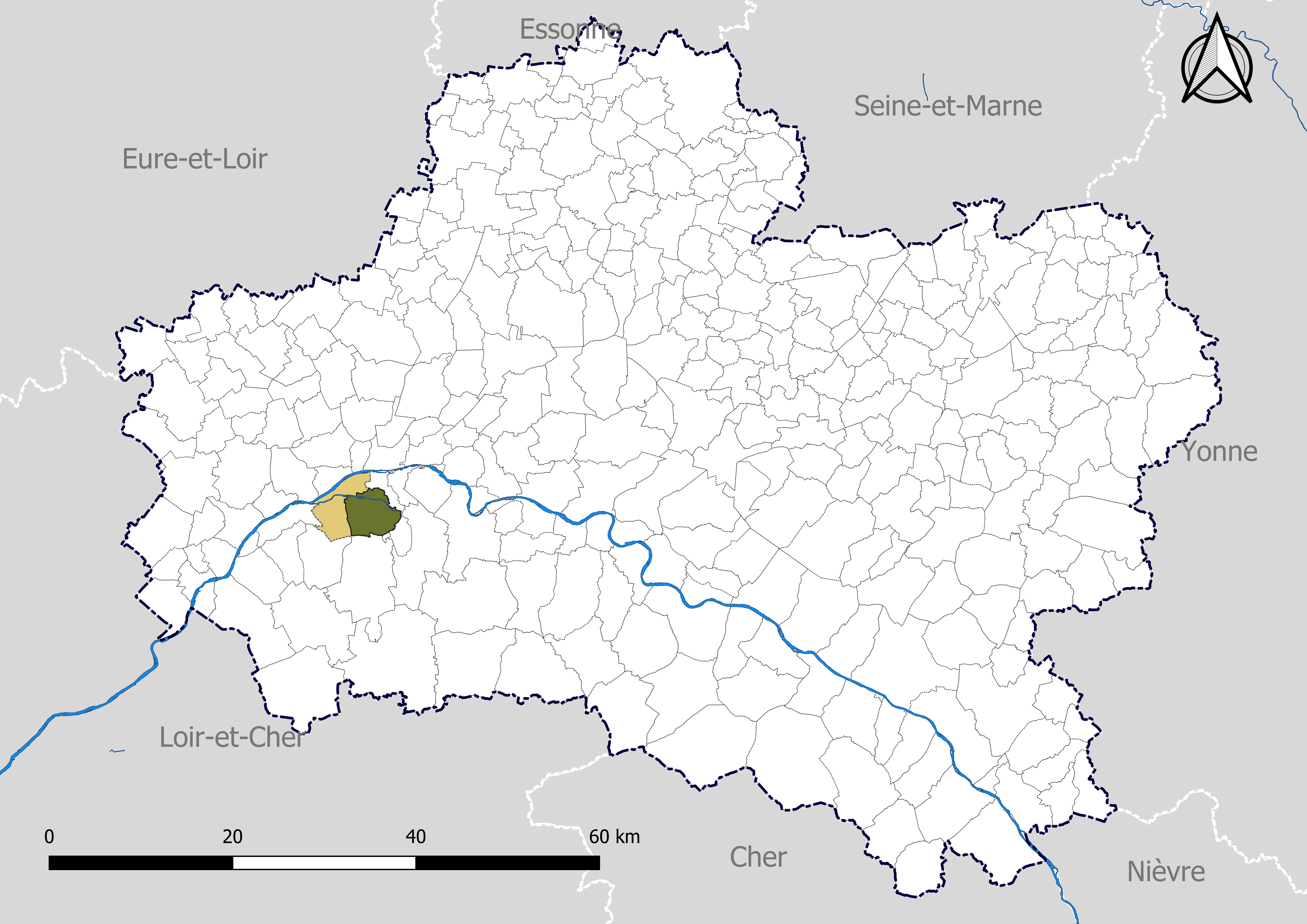
Olivet dans le canton d'Olivet en 2020.
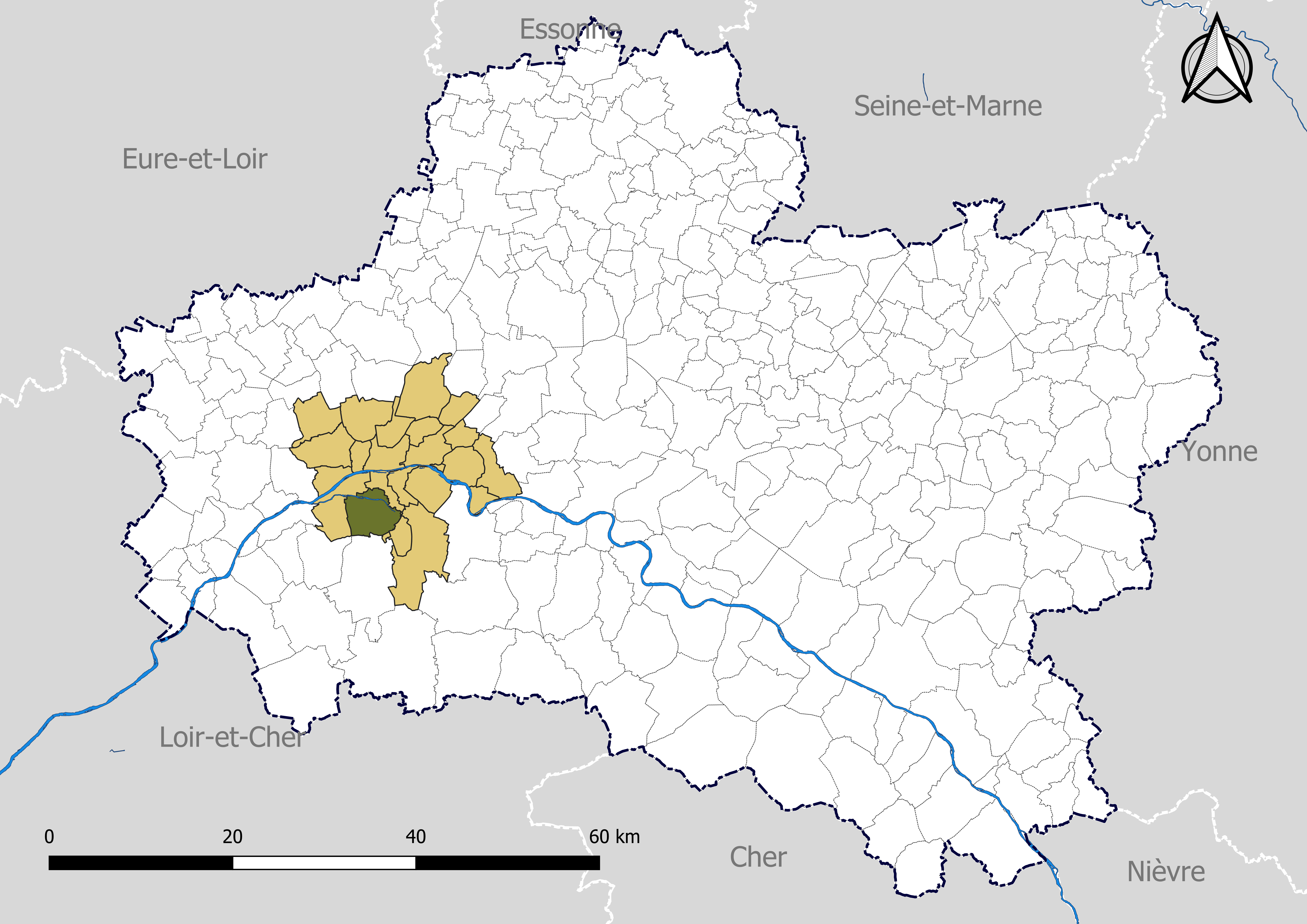
Olivet dans Orléans Métropole en 2020.
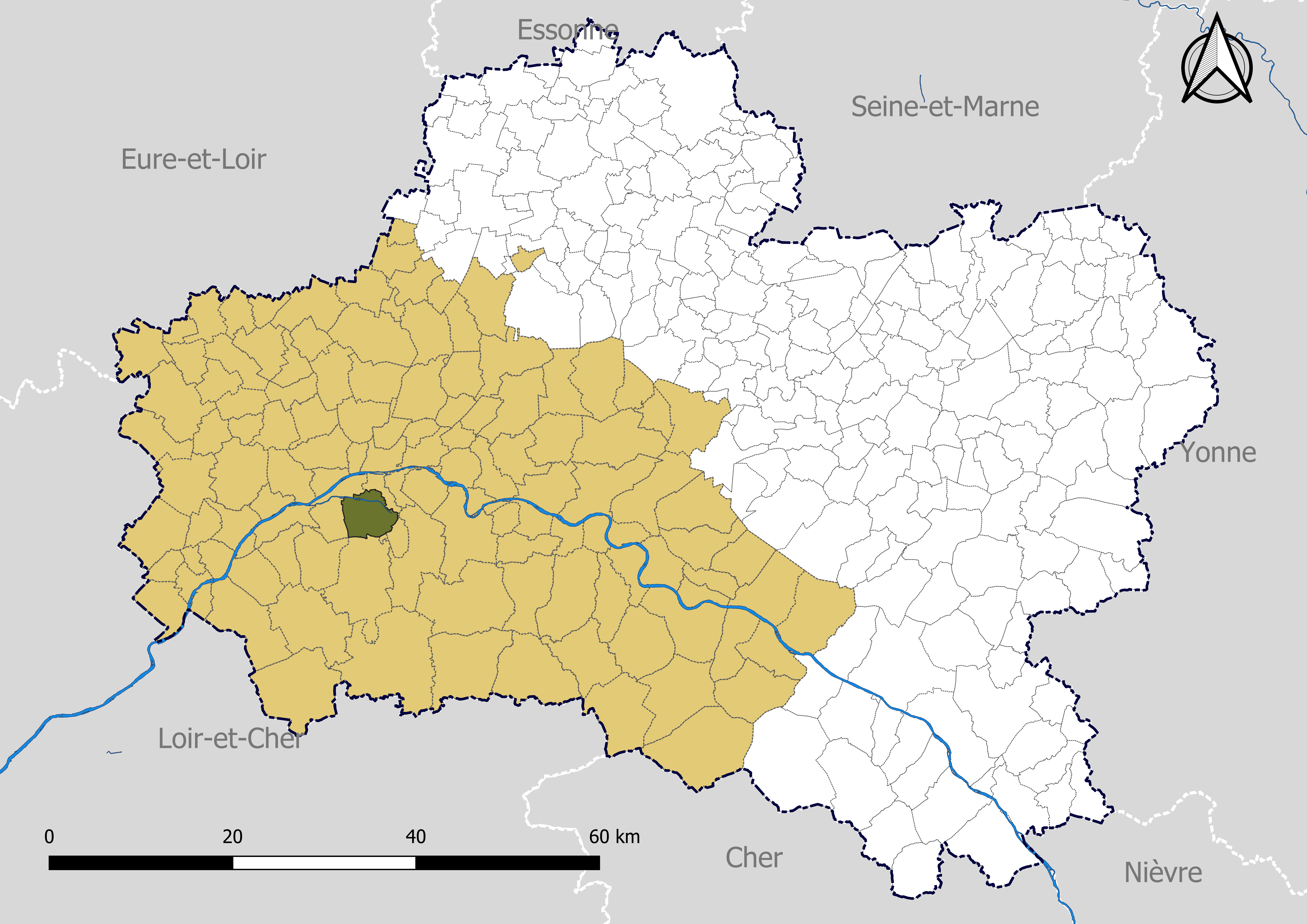
Olivet dans l'arrondissement d'Orléans en 2020.

### Tendances politiques et résultats
Matthieu Schlesinger est élu maire d'Olivet le 16 avril 2015 à la suite de l'élection de Hugues Saury à la présidence du conseil départemental. Sa liste est réélue  dès le premier tour des élections municipales de 2020, avec plus de 65% des voix.
Lors du premier tour des élections municipales de 2014 dans le Loiret, la liste DVD menée par le maire sortant Hugues Saury obtient la majorité absolue des suffrages exprimés, avec 6 041 voix (74,54 %, 29 conseillers municipaux élus dont 5 communautaires), devançant très largement la liste PS menée par  Horace Soncy (2 063 voix, 25,45 %, 4 conseillers municipaux élus dont 1 communautaires).
Lors de ce scrutin, 40,19 % des électeurs se sont abstenus.
Lors du premier tour des élections municipales de 2020 dans le Loiret, la liste DVD  menée par	Matthieu Schlesinger — qui avait succédé à  Hugues Saury après son élection comme président du conseil départemental — obtient la majorité absolue des suffrages exprimés, avec 3 506 voix (65,34 %, 	30 conseillers municipaux élus dont 7 métropolitains), devançant très largement les listes menées respectivement par, : 

- Jean-Christophe Haglund (DVG, 998 voix, 18,6 %, 3 conseillers municipaux élus) ;

- Gile De Sousa (DIV, 464 voix, 8,64 %, 1 conseiller municipal élu) ;

- Dominique Ragon  (DVG, 397 voix, 7,39 %, 1 conseiller municiapl élu).

Lors de ce scrutin marqué par la pandémie de Covid-19 en France, 61,82 % des électeurs se sont abstenus.

#### Administration municipale
Compte tenu de la population de la ville, son conseil municipal est constitué de 33 membres, y compris le maire et ses adjoints.
L'exécutif communal est constitué par le maire, élu par le conseil municipal parmi ses membres, pour un mandat de six ans, c'est-à-dire pour la durée du mandat du conseil. Matthieu Schlesinger est maire depuis 2015, succédant à Hugues Saury, démissionnaire en application de la législation limitant le cumul des mandats en France après son élection commeprésident du conseil départemental du Loiret.

#### Liste des maires
| Période        | Période    | Identité             | Étiquette    | Qualité |
| -------------- | ---------- | -------------------- | ------------ | --- |
| 1944           | 1947       | Roger Crozat         | DVG          | Médecin, conseiller général |
| 1948           | 1965       | Joseph Maury         |              | Industriel |
| 1965           | 1983       | Louis Sallé          | RPR          | Député |
| 1983           | 2001       | Monique Faller       | DVD          | Assistante sociale |
| 2001           | avril 2015 | Hugues Saury         | SE puis UMP  | Pharmacien Conseiller municipal (2015-) Conseiller général puis départemental d'Olivet (2008 → ) Vice-Président de l' agglomération Orléans-Val de Loire[Quand ?] Président du conseil départemental du Loiret (2015 → 2017) Sénateur du Loiret (2017 → ) Démissionnaire à la suite de son élection comme président du conseil départemental |
| 16 avril 2015, | En cours   | Matthieu Schlesinger | UMP puis DVD | Énarque, maître des requêtes au Conseil d'Etat Vice-président d'Orléans Métropole (2021 → ) Réélu pour le mandat 2020-2026 |

### Distinctions et labels
Olivet bénéficie en 2016  du label « ville fleurie » avec quatre fleurs attribuées par le Conseil national des villes et villages fleuris de France au Concours des villes et villages fleuris depuis 2003.
La commune a signé en 2008 la charte d'engagement « objectif zéro pesticide dans nos villes et villages ».
Les rives du Loiret sont gérées par un syndicat de riverains, l’ASRL, depuis 1858.

### Instances de démocratie participative
Conseils de quartiers, conseil des sports[réf. nécessaire].

### Jumelages
La ville d'Olivet est jumelée avec :
- Fakenham (Royaume-Uni) depuis le 12 juin 1982 ;
- Bad Oldesloe (Allemagne) depuis le 30 mars 1996.

## Équipements et services publics

### Eau et déchets
La Ville d'Olivet est alimentée en eau potable par deux forages pompant l'eau à 100 m de profondeur dans la nappe souterraine des calcaires de Beauce : le forage de l'Ardillère, mis en service en 1980 et le forage des Épinettes, mis en service en 2010. Deux forages plus anciens, dénommés Plissay 1 et Plissay 2 construits respectivement 1932 et 1962, sont aujourd'hui abandonnés. Sur ces deux sites, l’eau est traitée dans une station de déferrisation et de démanganisation, stérilisée puis distribuée dans un réseau de 131 km canalisations jusqu'au robinet des usagers. Elle est également acheminée vers les deux châteaux d’eau de la commune, situés rue de la Source et allée de Champereux, disposant d’une capacité totale de stockage de 4 500 m3, l’équivalent d’une journée de consommation de la population olivetaine. En 2015, 1 425 million de mètres cubes ont été produits dans l'année et 6 800 clients étaient desservis.
Le service public d’eau potable est une compétence obligatoire des communes depuis  l’adoption de la loi du 30 décembre 2006 sur l’eau et les milieux aquatiques. La commune assurait quant à elle la maîtrise d'ouvrage de la production de l'eau potable sur le territoire communal depuis 1937 et en avait confié la gestion à la société Véolia. En 2015 un nouveau contrat est signé avec la Lyonnaise des eaux pour 18 ans (contrat 2015-2023),. La gestion de l’eau étant une compétence obligatoire des communautés urbaines et des métropoles, la communauté urbaine Orléans Métropole s'est substituée à la commune pour la mise en œuvre du service public d'eau potable lors de la transformation de la communauté d'agglomération Val de Loire en communauté urbaine le 1er janvier 2017, puis c'est la métropole Orléans Métropole le 1er mai 2017 qui a pris cette compétence. Un avenant au marché d'affermage maintient la Lyonnaise des Eaux comme société délégataire du service.
La compétence assainissement est assurée depuis le 1er janvier 2002 par la Communauté de l'Agglomération Orléans Val de Loire, puis le 1er janvier 2017 par la communauté urbaine et enfin depuis le 1er mai 2017 par Orléans Métropole.
Depuis le 1er mai 2016, la métropole a signé un contrat de délégation de service public avec la société Suez Environnement pour l'exploitation des réseaux et ouvrages de transport de 11 communes du territoire métropolitain dont Olivet. Le réseau comprend un réseau séparatif eaux usées de 62 719 ml et un réseau d'eaux pluviales de 54 300 ml. Sur  la  commune, on  compte 27 stations de relevage  pour les eaux usées et 7 pour les eaux pluviales. Ces stations peuvent contenir de une à quatre pompes  dont les puissances peuvent varier de 1,3 kW à 140 kW (soit de 3 l/s à 450 l/s).
Un zonage d'assainissement a été réalisé par l’AgglO et a été approuvé par  délibération du Conseil de Communauté du 15 avril 2004. Si la majeure partie du territoire est en assainissement collectif, la partie sud-ouest  de  la  commune ainsi qu'une petite zone au nord-ouest du Loiret  sont en zone  d’assainissement  non collectif.
La commune est raccordée à la station d'épuration de l'Île Arrault, située sur le territoire de Saint-Pryvé-Saint-Mesmin. Cet équipement, dont la capacité est de 95 000 EH, le deuxième plus important sur le territoire d'Orléans Métropole après la station de La Chapelle-Saint-Mesmin, a été mis en service le 1er janvier 1972. L’exploitation de cette station d’épuration est assurée depuis mai 2016 par Véolia.

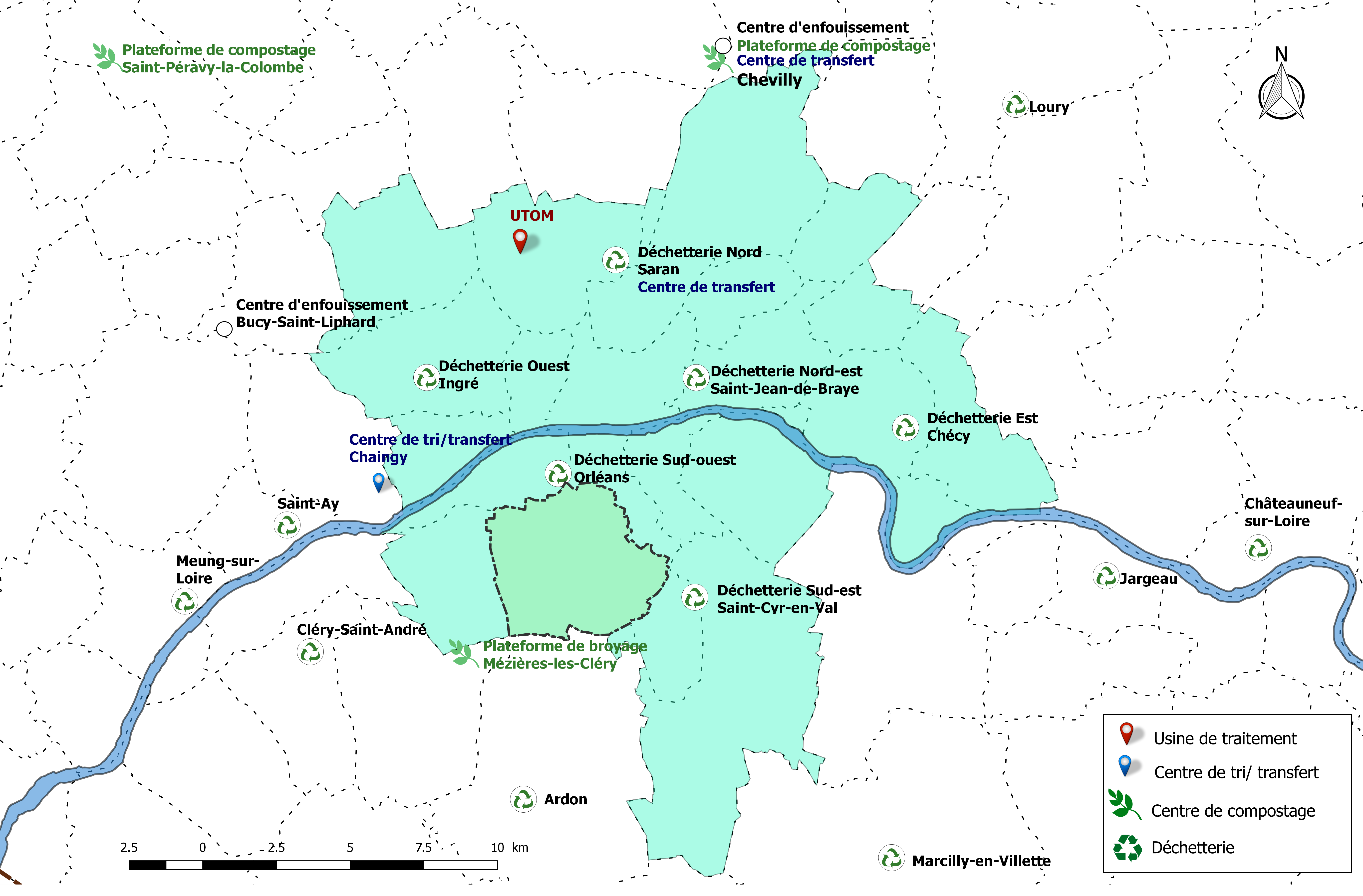
Sites de collecte, de traitement et de valorisation des déchets de la communauté urbaine d'Orléans Métropole, avec localisation de la commune d'Olivet.

La collecte, le traitement et la valorisation des déchets est une compétence exclusive de la communauté urbaine Orléans Métropole depuis 2000 (l'intercommunalité était alors communauté de communes). La collecte des déchets ménagers (résiduels et multimatériaux) est effectuée en porte-à-porte sur toutes les communes de la communauté urbaine, Un réseau de six déchèteries accueille les encombrants et autres déchets spécifiques (déchets verts, déchets dangereux, gravats, cartons…). Les deux plus proches pour les habitants de la commune d'Olivet sont les déchèteries sud-ouest d'Orléans (rue Hatton) et sud-est de Saint-Cyr-en-Val.
Une unité de traitement permettant la valorisation énergétique (l’incinération des déchets ménagers résiduels) et la valorisation matière des autres déchets (corps creux, corps plats et multimatériaux) est en service sur la commune de Saran depuis 1996. Elle est exploitée par la société ORVADE, filiale du groupe Veolia.

### Enseignement
Olivet est située dans l'académie d'Orléans-Tours et dans la circonscription d'Orléans Sud-Ouest. La commune possède six écoles maternelles et primaires, trois collèges et un lycée professionnel :
- écoles maternelles et élémentaires publiques : du Val, La Cerisaie, le Plissay, le Poutyl, Michel-Ronfard ;
- école maternelle, élémentaire et collège privés : La Providence ;
- collèges publics : Charles-Rivière, Orbellière ;
- lycée hôtelier de l'Orléanais, anciennement Lycée Françoise Dolto. Il accueille 400 élèves préparant des diplômes allant du CAP au BTS dans le domaine de l'hôtellerie et de la restauration[98] ;
- École régionale du travail social, spécialisée dans les formations du secteur social et médico-social de l'économie sociale et solidaire, du niveau V au niveau I, formations initiales, formations continues[99] ;
- école supérieure d'informatique privée Exia.

## Population et société

### Démographie
L'évolution du nombre d'habitants est connue à travers les recensements de la population effectués dans la commune depuis 1793. Pour les communes de plus de 10 000 habitants les recensements ont lieu chaque année à la suite d'une enquête par sondage auprès d'un échantillon d'adresses représentant 8 % de leurs logements, contrairement aux autres communes qui ont un recensement réel tous les cinq ans,.

En 2022, la commune comptait 22 988 habitants, en évolution de +6,82 % par rapport à 2016 (Loiret : +1,89 %, France hors Mayotte : +2,11 %).
| 1793  | 1800  | 1806  | 1821  | 1831  | 1836  | 1841  | 1846  | 1851  |
| ----- | ----- | ----- | ----- | ----- | ----- | ----- | ----- | ----- |
| 3 057 | 3 250 | 3 260 | 3 181 | 3 252 | 3 386 | 3 363 | 3 368 | 3 399 |

| 1856  | 1861  | 1866  | 1872  | 1876  | 1881  | 1886  | 1891  | 1896  |
| ----- | ----- | ----- | ----- | ----- | ----- | ----- | ----- | ----- |
| 3 478 | 3 518 | 3 608 | 3 478 | 3 663 | 3 723 | 3 919 | 3 705 | 3 602 |

| 1901  | 1906  | 1911  | 1921  | 1926  | 1931  | 1936  | 1946  | 1954  |
| ----- | ----- | ----- | ----- | ----- | ----- | ----- | ----- | ----- |
| 3 668 | 3 780 | 3 770 | 3 697 | 3 773 | 3 833 | 4 050 | 4 816 | 5 630 |

| 1962  | 1968  | 1975   | 1982   | 1990   | 1999   | 2006   | 2011   | 2016   |
| ----- | ----- | ------ | ------ | ------ | ------ | ------ | ------ | ------ |
| 7 350 | 7 860 | 11 568 | 13 629 | 17 572 | 19 195 | 21 032 | 19 551 | 21 520 |

| 2021   | 2022   | - | - | - | - | - | - | - |
| ------ | ------ | - | - | - | - | - | - | - |
| 22 855 | 22 988 | - | - | - | - | - | - | - |

En 2009, Olivet était la troisième commune la plus peuplée du département.

### Manifestations culturelles et festivités
- Festival des arts en juin depuis 1990.

### Cultes
- Église protestante évangélique La Bonne Nouvelle « L'Oasis », rue de Roquemaure[102].

### Sports et loisirs
- Aviron : Aviron club Orléans Olivet (ACOO)[103], qui compte plusieurs médailles à son palmarès, avec des titres de champions de France mais également des médailles aux championnats de France. Certains des rameurs ont participé aux courses opposant la France à l'Angleterre. La plus récente récompense date de 2008, remportée en quatre sans barreur. Le club évolue notamment en ligue du Centre d'aviron pour former un équipage "Ligue du Centre" et ainsi pouvoir participer à la coupe de France des ligues. Ces compétitions se déroulent sur divers bassins français: Bourges, Mantes-la-Jolie, Caen, Vichy... Le club évolue sur le Loiret[104].
- Football : le club de football de l'USM Olivet[105], jouant au domaine du Donjon, au stade d'Yvremont et au stade du Couasnon[106].
- Basket-ball : le club de basket compte des équipes jeunes et seniors, et des équipes de mini-basket (moins de 11 ans)[107]. On peut voir des matchs au gymnase du Beauvoir[108], au gymnase du Larry[109] et au gymnase de la Vanoise.
- Le Red Castors Baseball Club d’Olivet, club de baseball évoluant à Olivet sur le domaine sportif du Donjon[110].
- Tennis de table : USM Olivet TT, dont une équipe évoluant en Nationale 3 saison 2012-2013, phase 2, et deux équipes en pré-nationale[111].
- Karaté : Union sportive municipale olivetaine de karaté, créée au début des années 1980[112].

## Économie

### Revenus de la population et fiscalité
En 2010, le revenu fiscal médian par ménage était de 36 696 €, ce qui plaçait Olivet au 4 847e rang parmi les 31 525 communes de plus de 39 ménages en métropole.

### Emploi
Le taux de chômage, en 2015, pour la commune s'élève à 6,6 %, un chiffre nettement inférieur à la moyenne nationale (10,4 %).

## Culture locale et patrimoine

### Lieux et monuments
- L’église Saint-Martin fait l’objet d’une inscription au titre des monuments historiques depuis le 20 mars 2008[114],[115]. Sa construction s’échelonne entre les XIIe et XIXe siècles, avec un retable du XVIIIe siècle comportant un tableau de Noël Hallé représentant saint Martin et inscrit dès 1908 à l’inventaire supplémentaire.
- L’horloge fleurie : parterre de fleurs avec mécanisme d’horlogerie enterré.
- Le chalet suisse : pavillon suisse de l’Exposition universelle de 1900 de Paris. Démonté et remonté sur les rives du Loiret.
- De nombreuses promenades pédestres ont été aménagées le long du Loiret, d’où sont visibles quelques moulins (demeures privées ne se visitant pas : moulin des Béchets, moulin de Saint-Samson, moulin de la Motte, moulin du bac, moulin de Saint-Julien) ; et des garages à bateaux dont l’un a été construit par Charles Garnier, architecte de l’opéra de Paris.
- Le Loiret est également bordé de plusieurs châteaux, la plupart privés. Le château du Poutyl, datant de la fin du XVIe siècle, a été acquis par Pierre Fougueu d’Escures, maréchal de camp d’Henri IV et appartient à la municipalité depuis 1941 ; il contient un petit théâtre ainsi qu’un vaste parc. À citer également : le château de La Fontaine ; le château de Beauséjour ; le château du Beauvoir ; le château d’Isambert ; le château de Lorette (détruit en 1969, laissant la place au « clos de Lorette ») ; le château du Couasnon (démantelé en 1942, reste la chapelle impasse du château) ; le château de la Quétonnière ; le château de Villebourgeon.
- Le portail du château du Rondon, rue du Général-de-Gaulle, fait l’objet d’une inscription au titre des monuments historiques depuis le 28 avril 1964[116]. Le jardin, dessiné par Le Nôtre en 1730, est également inscrit MH[117].
- Ponts : Maréchal-Leclerc et de l’autoroute A71 sur le Loiret ; de Sologne ; passerelle Belle-Croix ; pont Cotelle ; pont Bouchet.
- Venelles : on trouve à Olivet d’assez nombreuses venelles ; celle qui relie l’entrée du château de Beauséjour au pont Bouchet est typique de ces lieux de passage pédestre.

Lieux et monuments d'Olivet.
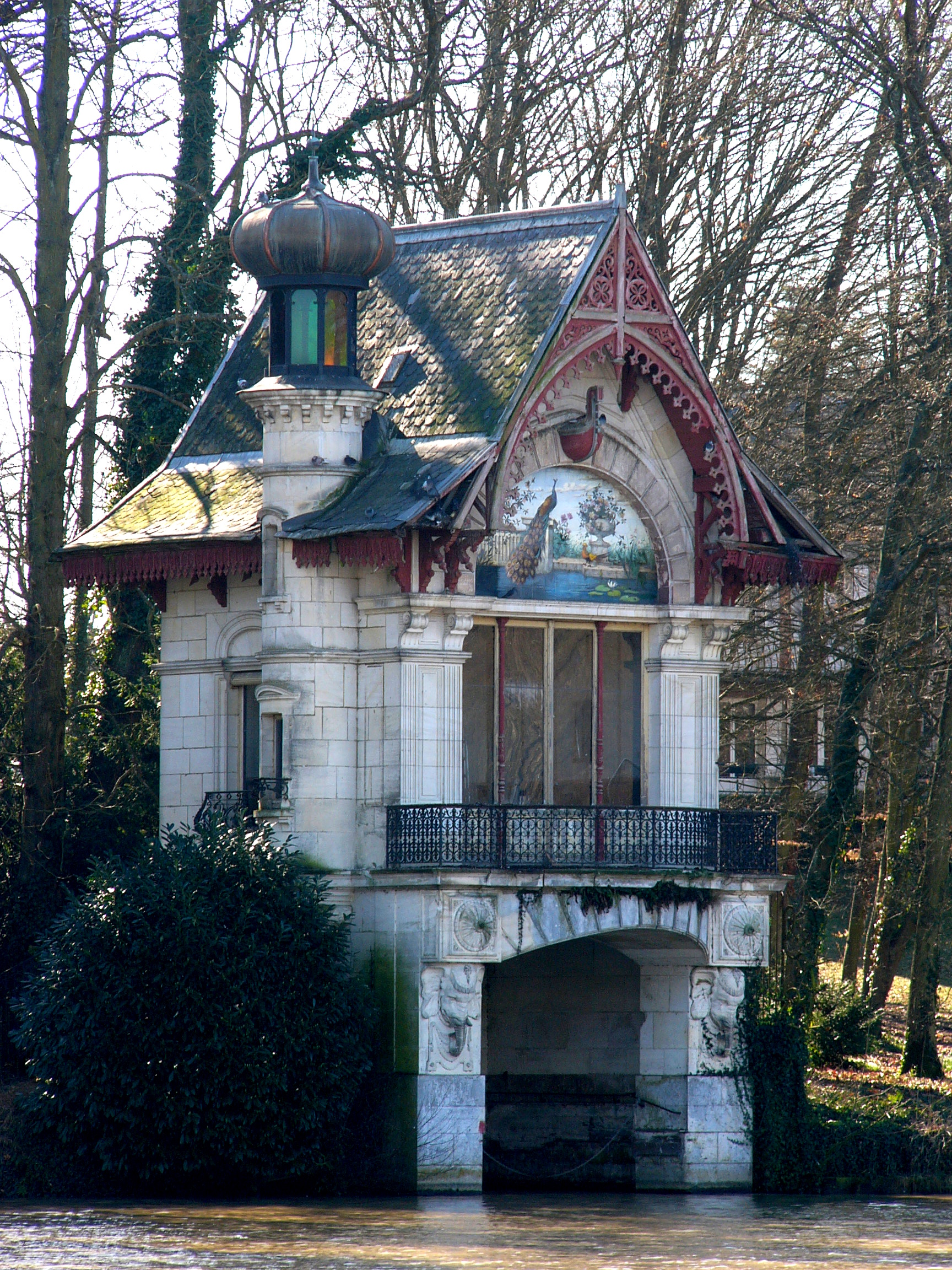
Garage à bateau de la Quétonnière.
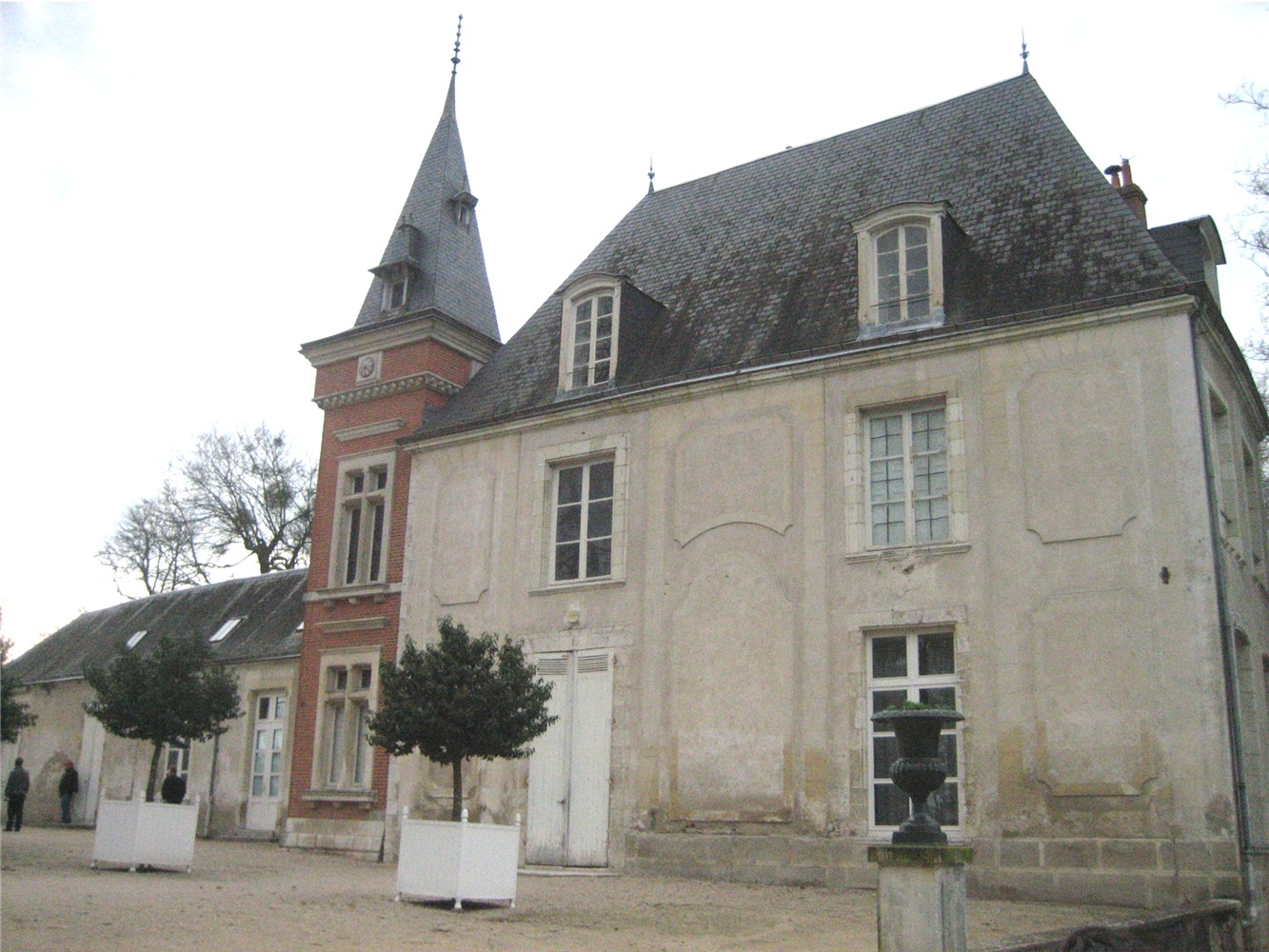
Château du Poutyl.
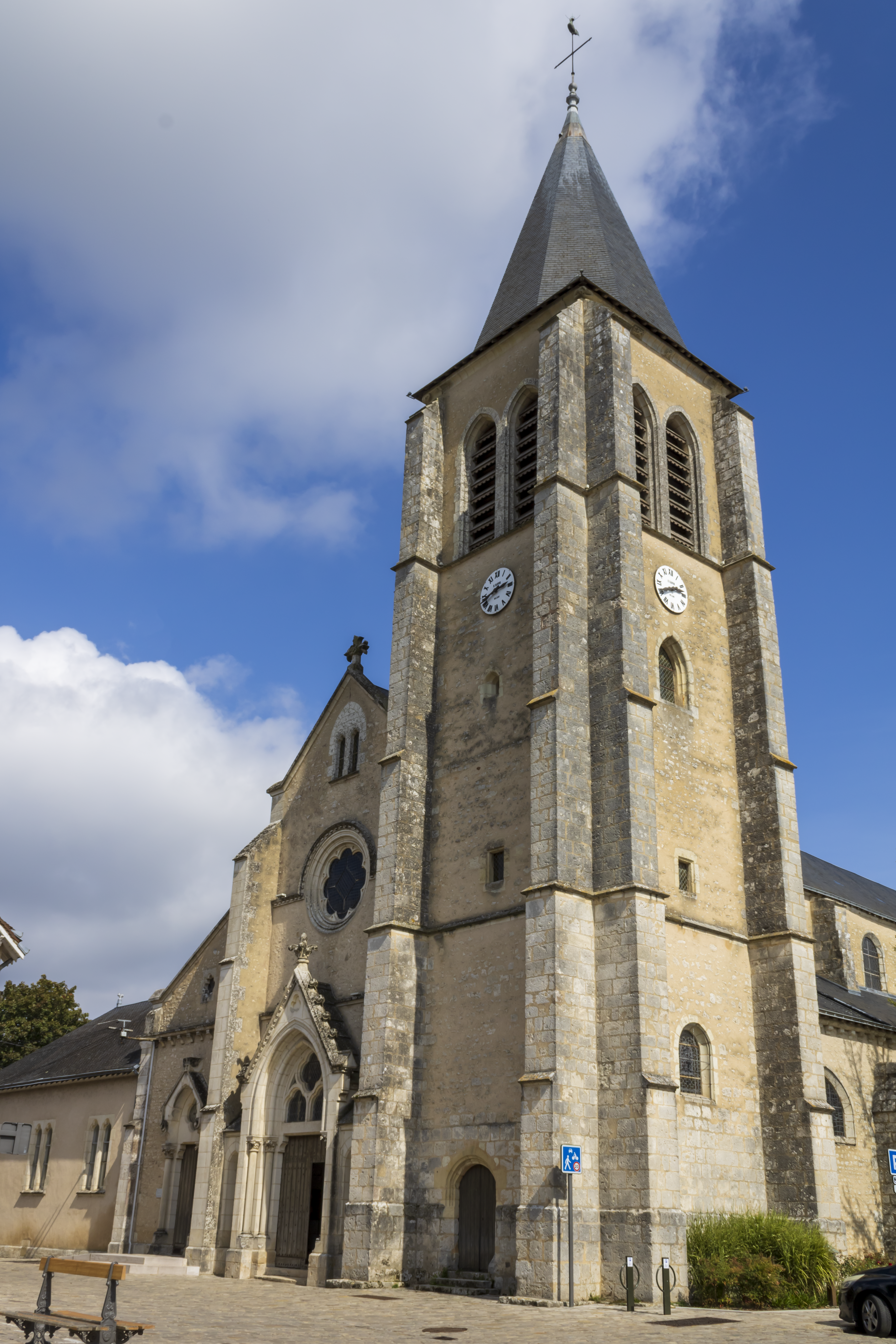
Église Saint-Martin.
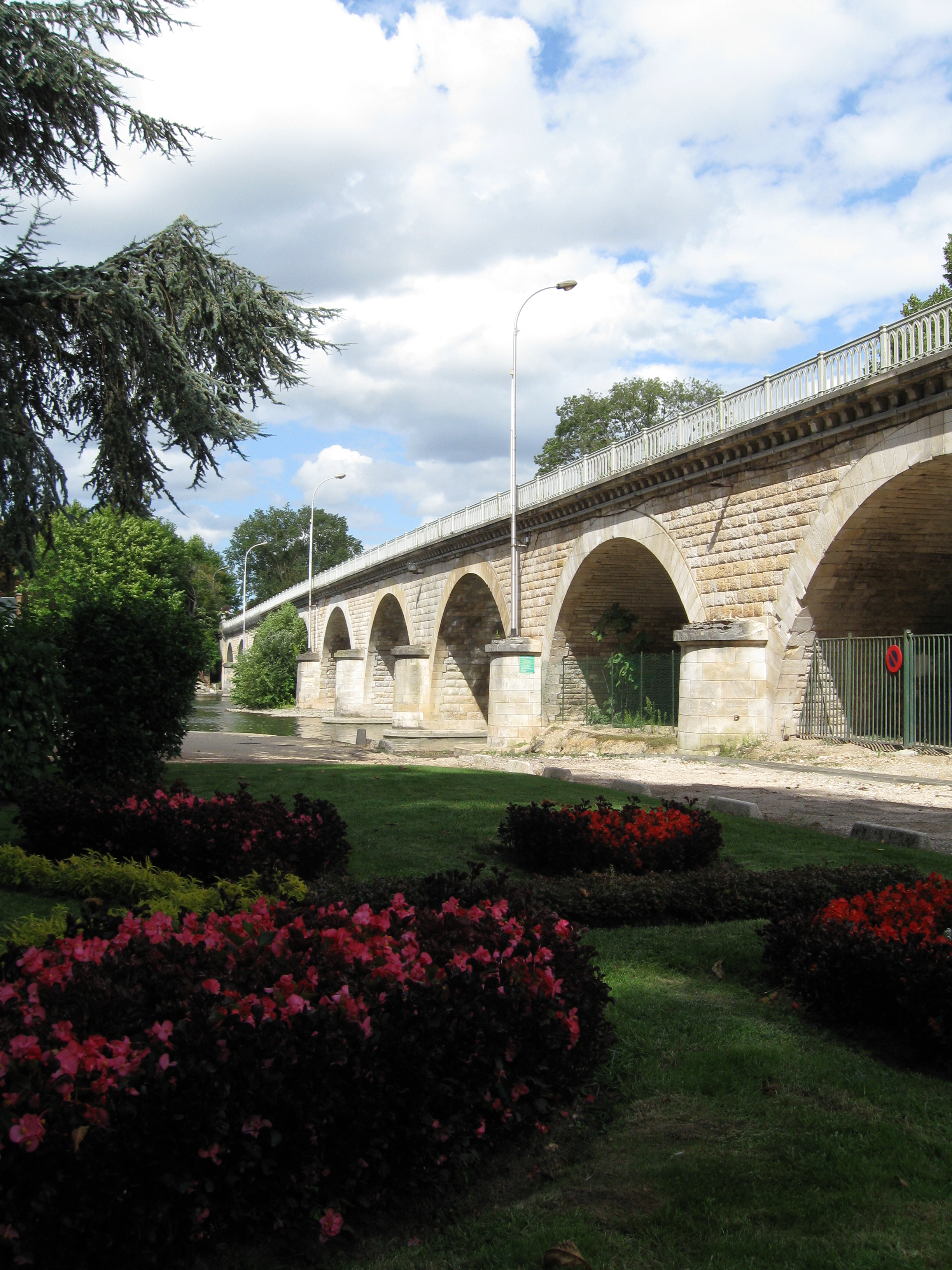
Pont Maréchal-Leclerc.
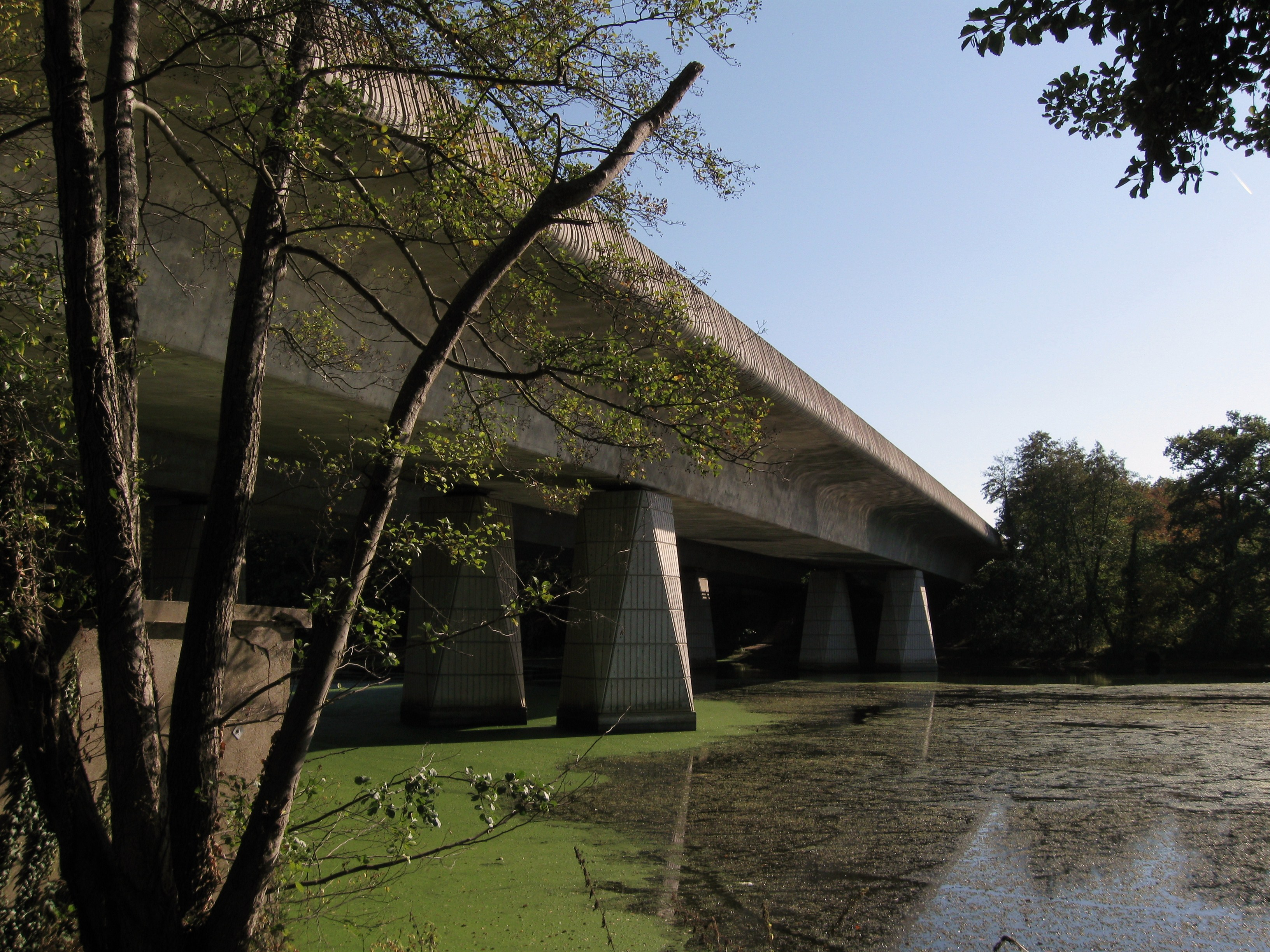
Pont de l’autoroute A71.

### Sites et paysages remarquables
Le 30 novembre 2000, le Val de Loire, dans son cours moyen de Sully-sur-Loire (Loiret) à Chalonnes-sur-Loire (Maine-et-Loire), est inscrit sur la Liste du patrimoine mondial de l'organisation des Nations unies pour l'éducation, la science et la culture (UNESCO) comme « paysage culturel ». Cette inscription reconnaît au site une « valeur universelle exceptionnelle » fondée sur la densité de son patrimoine monumental, architectural et urbain, l'intérêt du paysage fluvial et la qualité exceptionnelle d’expressions paysagères héritées de la Renaissance et du Siècle des Lumières. Toute altération de la V.U.E. est considérée comme une perte pour la mémoire de l’Humanité. Le préfet de la région Centre, préfet coordonnateur, approuve le plan de gestion pour le Val de Loire patrimoine mondial par arrêté en date du 15 novembre 2012. Trente-cinq communes du Loiret sont concernées, dont Olivet qui a une frange de son territoire inscrite et le reste en zone tampon.

### Musique
- Le conservatoire d’Olivet propose des formations musicales, instrumentales et vocales avec près de 380 élèves dont 70 adultes par 18 enseignants en 2010.
- L’harmonie d’Olivet[119] : créée en 2003, elle est composée de 70 musiciens bénévoles et assure les manifestations officielles.

### Gastronomie
- Le fromage d'Olivet : l'appellation d'origine d'un fromage fermier qui était produit par les paysans du pays d'Olivet.
- Poire d'Olivet : marque commerciale déposée de la société Covifruit pour son alcool de distillation aromatisé grâce à une poire présente dans la bouteille.

### Personnalités liées à la commune
- Gentien Hervet (1499-1584), écrivain et traducteur, est né à Olivet.
- Henri Louis Delamarre (1829-1913), peintre et propriétaire de chevaux, né à Olivet.
- Cora Pearl (1835-1886), courtisane du Second Empire, a résidé au château de Beauséjour dont elle a été locataire puis propriétaire.
- Pierre-Noël-Joseph Foucart (1830-1889), missionnaire en Chine, est né à Olivet.
- Gaston d'Illiers (1876-1932), sculpteur, a résidé au château de la Fontaine.
- Louis d'Illiers (1880-1953), secrétaire d'ambassade et écrivain.
- Henri de Gastines (1929-2011), homme politique, est né à Olivet.
- Robert Clarke (1922-2019), journaliste scientifique, producteur, animateur d’émissions de télévision et écrivain, est né à Olivet.
- Claude Bessy (née en 1932), danseuse étoile, y a résidé une dizaine d'années[120].
- Pierre Michon (né en 1945), écrivain, a résidé à Olivet.
- Jean-Benoît Puech (né en 1947), écrivain, réside à Olivet.
- Vincent Perriot, né dans la commune en 1984, auteur de bandes dessinées.

### Olivet et le cinéma
La ville a été le lieu de tournage de plusieurs scènes d'Yvette, téléfilm d'après la nouvelle de Guy de Maupassant, daté de 1967, ainsi que de la série Les Brigades du Tigre (bords du Loiret).
En 1960, André Berthomieu a réalisé le court-métrage Le Rondon, qui raconte l'histoire du château du Rondon et dans lequel figure plusieurs artistes de la chanson française du XXe siècle.

### Héraldique
| Blason de Olivet (Loiret) | Blason  | D'argent à la croix potencée cantonnée de quatre croisettes, le tout de gueules, chapé de sinople chargé de deux burèles ondées du champ. |
| Blason de Olivet (Loiret) | Détails | Le statut officiel du blason reste à déterminer.                                                                                          |

#### Ouvrages
- Louis d'Illiers et Julie Bertrand-Sabiani, Lorsque finissait le siècle de Louis d'Illiers, Orléans, Corsaire Éditions, 2010, 215 p. (ISBN 978-2-910475-34-5, OCLC 643749552)
- Louis Marie Prudhomme, Dictionnaire géographique et méthodique de la République française en 120 départements, volume 1, Paris, Louis Marie Prudhomme, 1798, 673 p. (lire en ligne).
- Camille Bloch, Cahiers de doléances du bailliage d'Orléans pour les États généraux de 1789 - tome 1, Orléans, Ministère de l'Instruction publique, 1906 (lire en ligne)
- Camille Bloch, Cahiers de doléances du bailliage d'Orléans pour les États généraux de 1789 - tome 2, Orléans, Ministère de l'Instruction publique, 1907 (lire en ligne)
- Collectif, Loiret : un département à l'élégance naturelle, Paris, Christine Bonneton, 2 septembre 1998, 319 p. (ISBN 978-2-86253-234-9)
- Abbé Patron, Département du Loiret : Dictionnaire des communes, Paris, Comédit, 1991, réédition de 1870 (ISBN 978-2-909112-01-5 et 2-909112-01-2)
- Claude Motte, Isabelle Séguy & Christine Théré, avec la collaboration de Dominique Tixier-Basse, Communes d’hier, communes d’aujourd’hui : Les communes de la France métropolitaine, 1801-2001. Dictionnaire d’histoire administrative, Paris, Institut National d’Études Démographiques, 2003, 408 p. (ISBN 978-2-7332-1028-4, lire en ligne)

#### Rapports
- Plan de prévention des risques d'inondations dans le Val d'Orléans - Agglomération Orléanaise : Rapport de présentation, 20 janvier 2015 (lire en ligne) - Règlement - Carte du zonage réglementaire d'Olivet.
- Rapport 2015 sur le prix et la qualité du service public d'assainissement (lire en ligne)
- Les services publics d'eau et d'assainissement (lire en ligne)